# The Amazing Race Latinoamérica 2013
The Amazing Race Latinoamérica 2013 (también conocido en pantalla como The Amazing Race en Space 3) es la quinta temporada de la versión latinoamericana del reality estadounidense The Amazing Race. La transmisión del programa se hace, nuevamente este año, a través de la señal hispanoamericana de Space. Este año, la versión latinoamericana cuenta con una nueva presentadora: Toya Montoya, reemplazando a Harris Whitbeck, quien condujera las tres primeras temporadas (2009, 2010 y 2011); siendo además la primera mujer en la franquicia de The Amazing Race en presentar dicho formato. El premio para el equipo ganador fue de US$ 250.000.  Además, este año el segundo finalista obtuvo un premio de US$20.000 cortesía de ScotiaBank (uno de los patrocinadores del Programa).

## Producción
El casting para esta temporada se realizó desde el 13 de febrero hasta el 31 de marzo de 2013 para América Latina y para Brasil desde el 19 de octubre de 2012 al 31 de marzo de 2013. El rodaje se realizó entre el mes de junio a inicios del mes de julio. Por primera vez, no participa un equipo chileno, pero si un equipo uruguayo. Además, por primera vez en la edición latinoamericana de la carrera, se entregaron 2 pases directos, hubo una eliminación al final del primer programa y una doble eliminación en el quinto capítulo.

## Emisión
El estreno de la nueva temporada fue el 16 de septiembre de 2013 a las 21:00 horas (UTC-3), emitiéndose ese episodio en Space y TNT. Los demás episodios se emiten a las 22:00 (UTC-2) solo por Space. En cuanto a Brasil, cada episodio se emite con 4 días de retraso.

## Resultados
Los siguientes equipos participaron en la carrera, con sus relaciones en el momento de la filmación. Se debe tomar en cuenta que esta tabla no es necesariamente un reflejo de todos los contenidos emitidos en la televisión debido a la inclusión o exclusión de algunos datos.
| Equipo             | Relación   | Posiciones (por etapa) | Posiciones (por etapa) | Posiciones (por etapa) | Posiciones (por etapa) | Posiciones (por etapa) | Posiciones (por etapa) | Posiciones (por etapa) | Posiciones (por etapa) | Posiciones (por etapa) | Posiciones (por etapa) | Posiciones (por etapa) | Posiciones (por etapa) | Posiciones (por etapa) | Obstáculos realizados |
| Equipo             | Relación   | 1                      | 2                      | 3                      | 4                      | 5                      | 6ƒ                     | 7                      | 8                      | 9                      | 10                     | 11                     | 12                     | 12                     | Obstáculos realizados |
| ------------------ | ---------- | ---------------------- | ---------------------- | ---------------------- | ---------------------- | ---------------------- | ---------------------- | ---------------------- | ---------------------- | ---------------------- | ---------------------- | ---------------------- | ---------------------- | ---------------------- | --------------------- |
| Tobías & Ezequiel  | Amigos     | 3.º                    | 9.º^                   | 9.º                    | 5.º                    | 2.º                    | 3.º                    | 5.º                    | 4.º                    | 1.º⊂⊃                  | 1.º                    | 2.º                    | 1.º                    | 1.º                    | Ezequiel 9, Tobías 8  |
| Darío & Esther     | Pareja     | 5.º                    | 1.º~                   | 5.º                    | 2.º                    | 4.º                    | 5.º                    | 1.º                    | 1.º                    | 4.º                    | 4.º                    | 3.º                    | 3.º                    | 2.º                    | Darío 9, Esther 8     |
| Karina & Braian    | Novios     | 2.º                    | 7.º+                   | 2.º                    | 4.º                    | 6.º                    | 6.º                    | 4.º                    | 3.º                    | 3.º⊃                   | 2.º                    | 1.º                    | 2.º                    | 3.º                    | Karina 8, Braian 9    |
| Manfred & Pierre   | Amigos     | 9.º                    | 8.º-                   | 3.º                    | 3.º                    | 1.º                    | 1.º                    | 2.º                    | 2.º                    | 2.º                    | 3.º                    | 4.º                    |                        |                        | Manfred 8, Pierre 7   |
| Jessica & Michelle | Amigas     | 6.º                    | 4.º*                   | 7.º                    | 6.º                    | 5.º                    | 4.º                    | 3.º                    | 5.º                    | 5.º⊂                   |                        |                        |                        |                        | Jessica 6, Michelle 6 |
| Evelyn & Jorge     | Novios     | 1.º                    | 6.º+                   | 4.ºε                   | 1.º                    | 3.º                    | 2.º                    | 6.º                    | 6.º                    |                        |                        |                        |                        |                        | Evelyn 4, Jorge 7     |
| Astrid & Aleja     | Hermanas   | 10.º                   | 5.º-                   | 6.º                    | 7.º                    | 7.ºə                   | 7.º                    |                        |                        |                        |                        |                        |                        |                        | Astrid 4, Aleja 5     |
| Juanjo & Beto      | Matrimonio | 4.º                    | 2.º^                   | 8.º                    | 8.º                    | 8.º                    |                        |                        |                        |                        |                        |                        |                        |                        | Juan 4, Beto 3        |
| Débora & Renata    | Primas     | 7.º                    | 3.º*                   | 1.º                    | 9.º                    | 9.º                    |                        |                        |                        |                        |                        |                        |                        |                        | Débora 5, Renata 2    |
| Filippo & Eddy     | Cuñados    | 8.º                    | 10.º~                  |                        |                        |                        |                        |                        |                        |                        |                        |                        |                        |                        | Filippo 2, Eddy 1     |
| Ari & Ra           | Hermanos   | 11.º                   |                        |                        |                        |                        |                        |                        |                        |                        |                        |                        |                        |                        | Ari 1, Ra 0           |

- El lugar en rojo indica que el equipo ha sido eliminado.
- El lugar en verde indica el equipo que ganó el avance rápido. Una ƒ ubicada junto al número de una etapa indica que hubo un avance rápido disponible en la etapa pero no fue utilizado.
- El lugar en azul subrayado indica aquel equipo que llegó en último lugar en una etapa no eliminatoria; sin embargo, en la próxima etapa deben pagar una multa.
- Una flecha dorada > indica el equipo que decidió utilizar el alto; la flecha contraria < indica el equipo que lo recibió; las dos flechas <> indican que durante esa etapa hubo "alto" disponible pero no fue utilizado.
- Un corchete café ⊃ o ⊃ indica el equipo que decidió utilizar el "retorno"; el corchete contrario ⊂ o ⊂ indica el equipo que lo recibió; dos corchetes ⊂⊃ indican que durante esa etapa hubo "retorno" disponible pero no fue utilizado.
- Los corchetes ⊂⊂⊃⊃ indican que durante esa etapa hubo "doble retorno" disponible pero no fue utilizado.
- Un símbolo rosado ε indica que el equipo decidió usar el "Pase Directo" en esa etapa. Un símbolo magenta ə indica que el equipo había recibido previamente un "Pase Directo" de otro equipo y decidió usarlo en esa etapa.
- Un ∪ naranja indica que el equipo fue sancionado por terminar último en la primera tarea de la carrera y estaban sujetos a un retorno automático en el primer desvío de la carrera.
- Los símbolos +, ^, -, *, ~ iguales indican los equipos que trabajaron juntos durante una parte de la etapa como resultado de una intersección.
- Cursiva indica el lugar que conservaban los equipos en un episodio de doble duración.
- Subrayado indica que no hubo periodo de descanso obligatorio en la parada y a todos los equipos se les ordenó seguir en la carrera a excepción del último equipo, que fue eliminado.
- Subrayado y Cursiva indica que no hubo periodo de descanso obligatorio en la parada y a todos los equipos se les ordenó seguir en la carrera (el último equipo fue sancionado con una multa para la siguiente etapa).

1. 1 2 3 4  Las etapas 2, 3, 6 y 11 fueron etapas con 2 obstáculos y sin desvío.
2. ↑  La etapa 5 fue una etapa de doble eliminación: los 2 últimos equipos en llegar a la parada fueron eliminados.
3. 1 2 3 4  Darío & Esther, Jessica & Michelle, Juan & Beto y Ezequiel & Tobías llegaron inicialmente 2dos, 3ras, 4tos y 8vos, respectivamente, pero recibieron una penalización de 2 horas por no realizar el segundo obstáculo de la etapa. De esta manera, cayeron al quinto, séptimo, octavo y último puesto respectivamente. Ezequiel & Tobías no fueron eliminados debido a que esa era una etapa no eliminatoria.
4. 1 2  Ezequiel & Tobías y Karina & Braian llegaron inicialmente 1ros y 6tos respectivamente, pero recibieron una penalización de 15 minutos por llegar al lugar del primer obstáculo sin haber tomado la pista de la caja primero. De esta manera, Ezequiel & Tobías cayeron al tercer puesto, mientras que la posición de Karina & Braian no cambió.
5. 1 2 3 4 5  Todos los equipos, a excepción de Darío & Esther, no cumplieron correctamente una tarea adicional en la Iglesia de San Miguel, por lo que tuvieron que regresar a cumplirla correctamente. Esto no cambió sus posiciones, a excepción de Jessica & Michelle y Manfred & Pierre, quienes intercambiaron posiciones.
6. 1 2 3  Tres de los seis equipos excedieron el límite de velocidad (80 kph) durante la etapa y por tanto, recibieron una penalización de 30 minutos. Las posiciones iniciales en las que los equipos llegaron a la parada de la etapa fueron las siguientes (los equipos en negrita no fueron penalizados): 1.º: Darío & Esther, 2.º: Ezequiel & Tobías, 3.º: Manfred & Pierre, 4.º: Jessica & Michelle, 5.º: Karina & Braian, 6.º: Evelyn & Jorge.
7. ↑  Manfred & Pierre no lograron completar una tarea adicional en el Lienzo Charro Ignacio Zermeño. Después de que el último equipo se registró en el Pit Stop, Toya salió al lugar donde se realizaba la tarea y los eliminó.
8. ↑  Evelyn & Jorge llegaron inicialmente 2dos, sin embargo, recibieron 15 minutos de penalización por dejar sus pertenencias en un sitio diferente al designado en el Club Universitario de Regatas. De esta manera, cayeron al tercer puesto.
9. 1 2  Astrid & Aleja y Débora & Renata llegaron inicialmente 6tas y 7mas, respectivamente, sin embargo, recibieron 15 minutos de penalización por dirigirse al Club Náutico Deportivo Caza y Pesca en mototaxi y no en taxi, como indicaba la pista. De esta manera, cayeron al séptimo y último puesto respectivamente. Débora & Renata no fueron eliminadas debido a que esa era una etapa no eliminatoria.
10. ↑  Astrid & Aleja llegaron inicialmente 7mas, sin embargo, recibieron 1 hora de penalización por no completar el Obstáculo. Debido a que otros equipos también recibieron penalizaciones, su posición no cambió.
11. 1 2  Débora & Renata y Juan & Beto llegaron inicialmente 6tas y 8vos, respectivamente, sin embargo, recibieron 2 horas de penalización por no realizar la tarea adicional en el Club Universitario de Regatas. Adicionalmente, Débora & Renata recibieron otra penalización de 30 minutos por realizar incorrectamente la tarea de la confección de la bandera de la carrera. De esta manera, Juan & Beto permanecieron en el octavo puesto, mientras que Débora & Renata cayeron al último puesto. Ambos equipos fueron eliminados.

## Premios

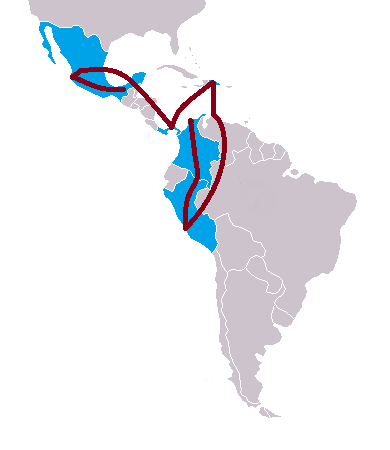
Ruta de la carrera

Se entregan a los que lleguen en primer lugar en cada etapa de la carrera.
- Etapa 1: 2 Pases Directos: Uno para el equipo ganador (el cual deberá ser usado antes de acabar la etapa 8) y el otro para otro equipo (el cual deberá ser entregado al equipo favorecido antes de acabar la etapa 4).
- Etapa 2: 2 Relojes deportivos sumergibles.
- Etapa 3: 2 Altavoces Inalámbricos.
- Etapa 4: 2 Reproductores de Música Digitales. Astrid & Aleja recibieron el Pase Directo que debían entregar Evelyn & Jorge.
- Etapa 5: 2 Cámaras Digitales Sumergibles HD.
- Etapa 6: 2 Cámaras Digitales
- Etapa 7: 2 Bicicletas Montañeras
- Etapa 8: US$ 2500 para cada integrante.
- Etapa 9: 2 Celulares inteligentes
- Etapa 10: 2 televisores LED
- Etapa 11: 2 Cámaras digitales para deportes extremos
- Etapa 12A: 2 Tabletas
- Etapa 12B:

- Ganador: US$ 250.000
- Segundo lugar: US$ 20.000 (cortesía de Scotiabank)
- Tercer lugar: Viaje para 4 personas a Walt Disney World Resort en Orlando

## Resumen de la Carrera

### Etapa 1 (Colombia)

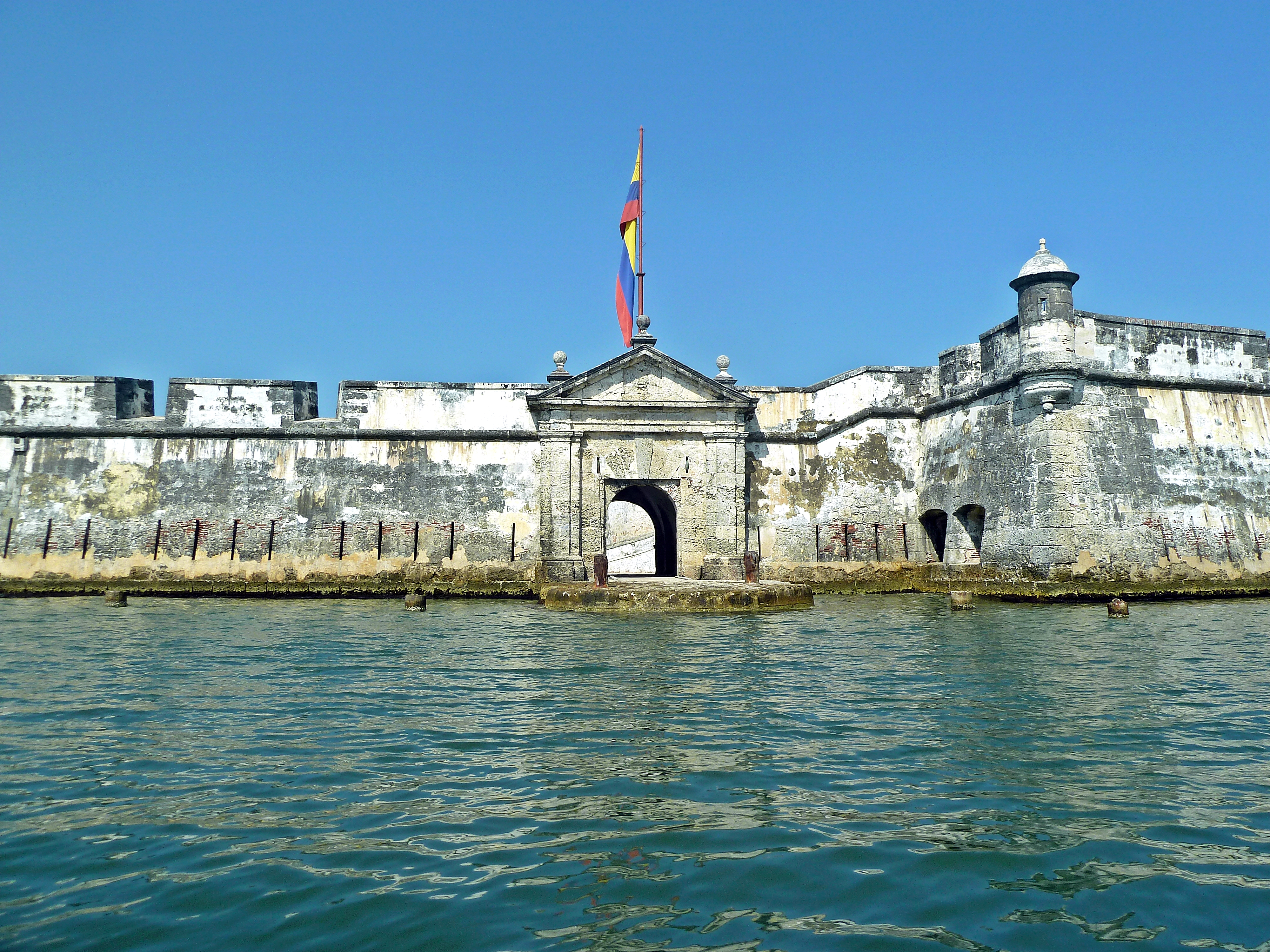
Fuerte de San Fernando de Bocachica, punto de partida de esta temporada de la carrera

- Cartagena,  Colombia  (Fuerte San Fernando de Bocachica) (Línea de Salida)
- Cartagena (Muelle la Bodeguita)
- Cartagena (Torre del Reloj)
- Cartagena (Plaza Fernández de Madrid)
- Cartagena ((Hotel Las Américas Casa de Playa – Playa)
- Cartagena (Hotel Las Américas Casa de Playa – Piscina #3)

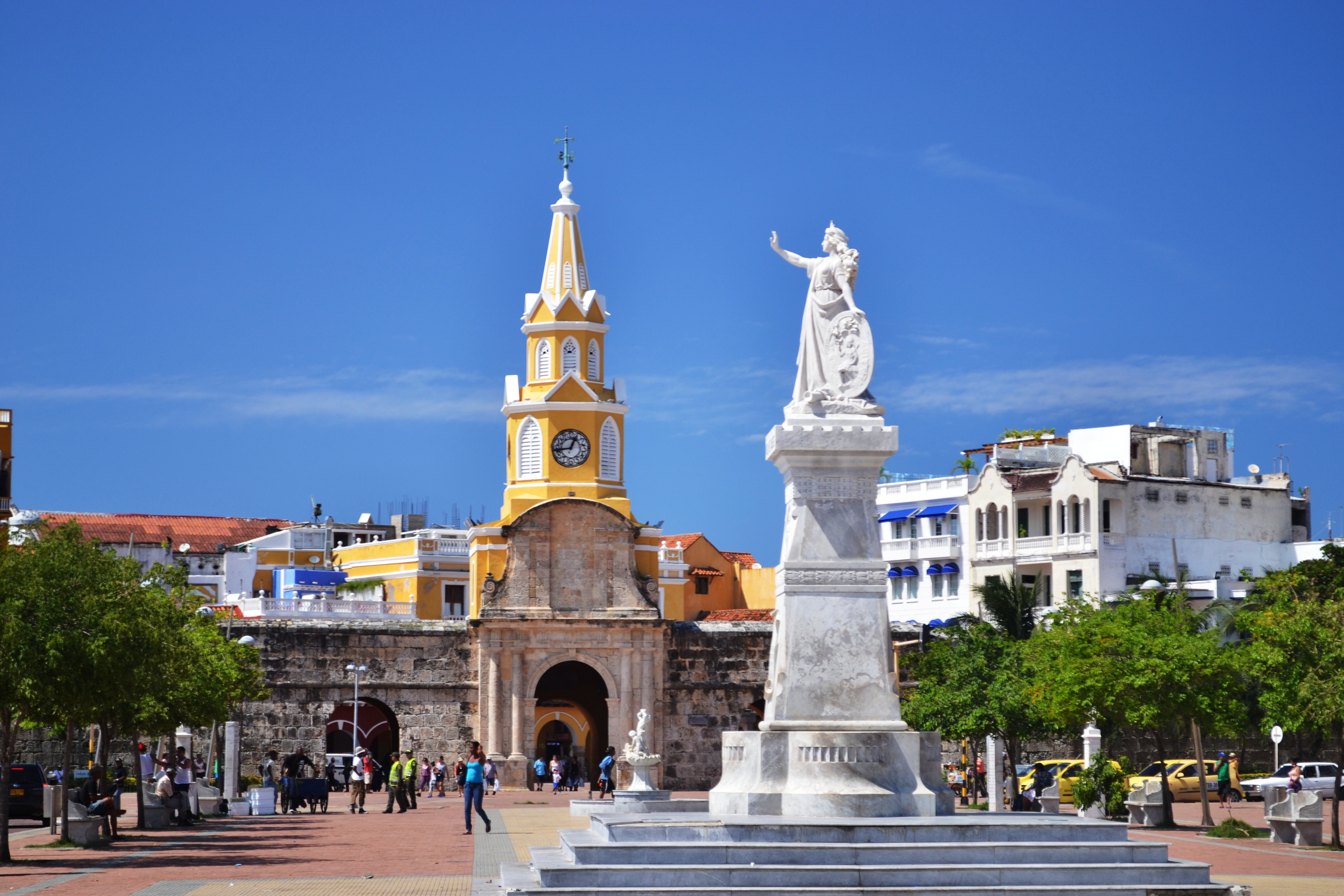
La Torre del Reloj en Cartagena fue visitada en esta etapa.

Obstáculo: Un integrante de cada equipo debía buscar una estatua de la India Catalina entre cientos de castillos de arena, antes de continuar, el participante tenía reconstruir los castillos que no tuvieran la estatua.
Tareas Adicionales:
- En el Fuerte de San Fernando los equipos debían formar la palabra CARIBE con las letras que aparecían una sola vez en las velas de siete barcos a escala, al completar la tarea, Toya les daría la siguiente pista.
- Los equipos debían viajar al muelle la Bodeguita en lancha. Allí los equipos debían buscar a un vendedor de sombreros, quien les daría la siguiente pista.
- En la Torre del Reloj los equipos debían cargar tres bloques de hielo en una carretilla y llevarlos hasta la plaza Fernández de Madrid.

Ganadores: Evelyn & Jorge.
Eliminados: Ari & Ra.

### Etapa 2 (Colombia)
- Cartagena (Sonesta Beach Resort)

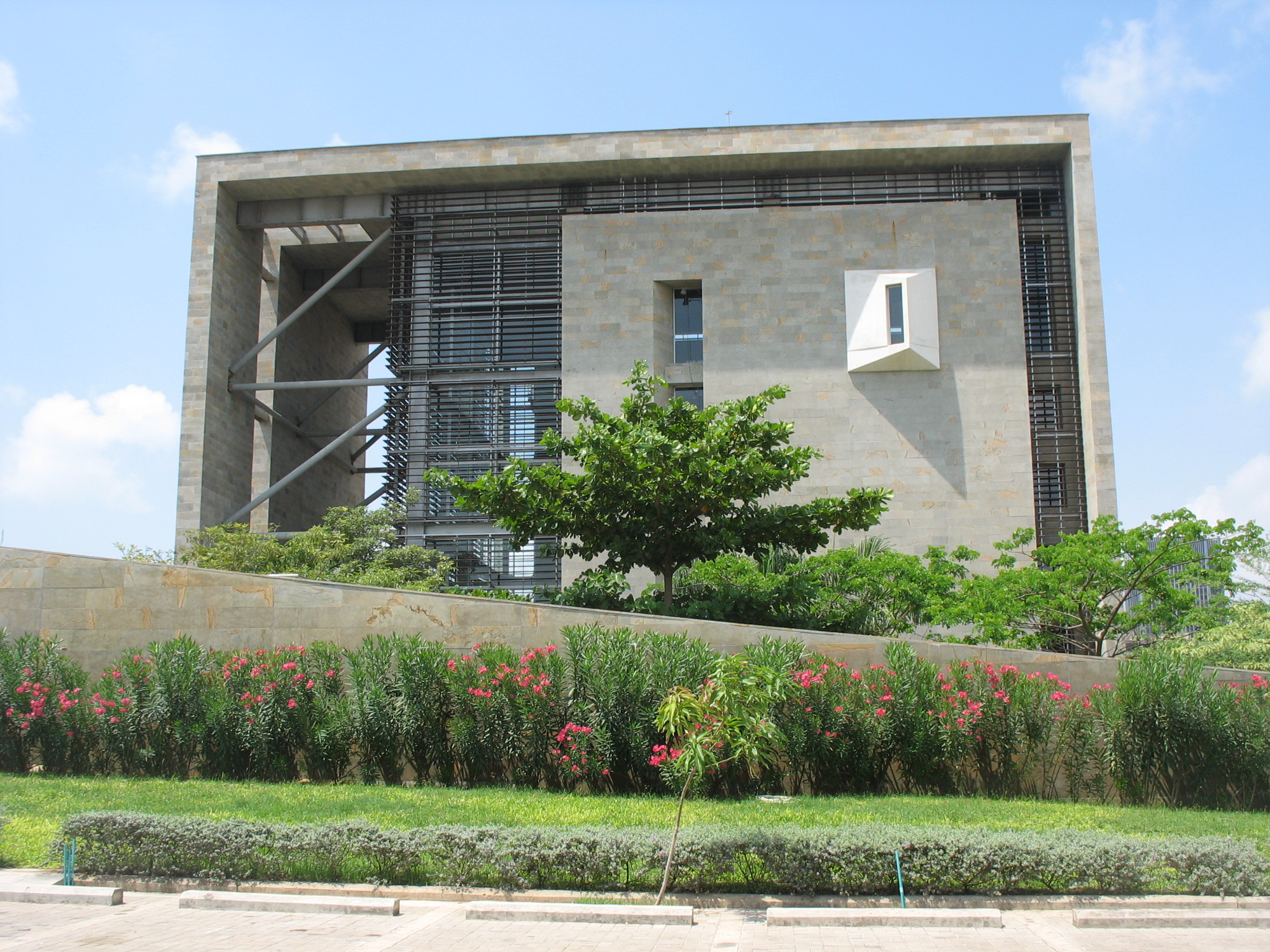
El Museo del Caribe fue escenario del primer obstáculo de la etapa.

- Barranquilla (Museo del Caribe)
- Barranquilla (Complejo Deportivo Carlos "El Pibe" Valderrama)
- Santa Marta (Marina de Santa Marta)
- Santa Marta (Puerto de Santa Marta)
- Santa Marta (Quinta de San Pedro Alejandrino)

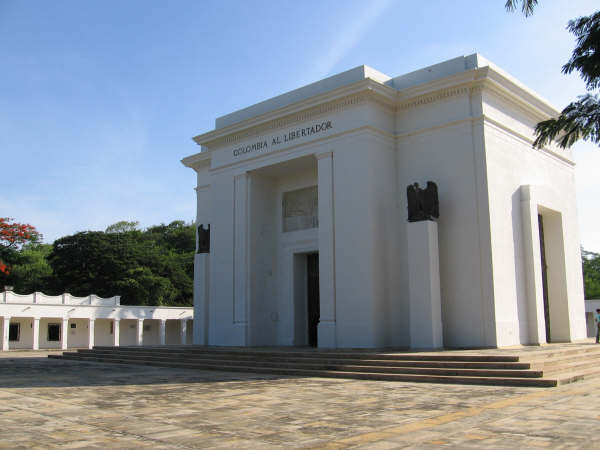
Quinta de San Pedro Alejandrino, parada de esta etapa.

Obstáculo 1: Contar el número de tubos en una obra de arte ubicada en la fachada del museo, al tener el número correcto (454), dirigirse a la sala García Márquez en donde recibirían la próxima pista.
Intersección: Dos equipos tenían que unirse y jugar fútbol contra un equipo de la escuela, al anotarles 4 goles en 15 minutos, los equipos recibirían la próxima pista.
Obstáculo 2: Los participantes que no realizaron el primer obstáculo tenían que trasladar tres arrumes de carga con un montacargas y dejarlos en una zona marcada. Después, tenían que ubicarse en un sector determinado y desde allí buscar 10 contenedores señalizados y anotar sus números de identificación. Luego, tenían que buscar a la juez y darle los números de identificación de esos contenedores. Si son correctos, los equipos recibirían la siguiente pista.
Tareas Adicionales:
- Los equipos tenían que viajar en taxi desde el Sonesta Beach Resort hasta el museo del Caribe.
- Los equipos tenían que viajar en taxi desde el Complejo Deportivo Carlos "El Pibe" Valderrama hasta la Marina de Santa Marta.

Ganadores: Darío & Esther.
Eliminados: Filippo & Eddy.

### Etapa 3 (Colombia)

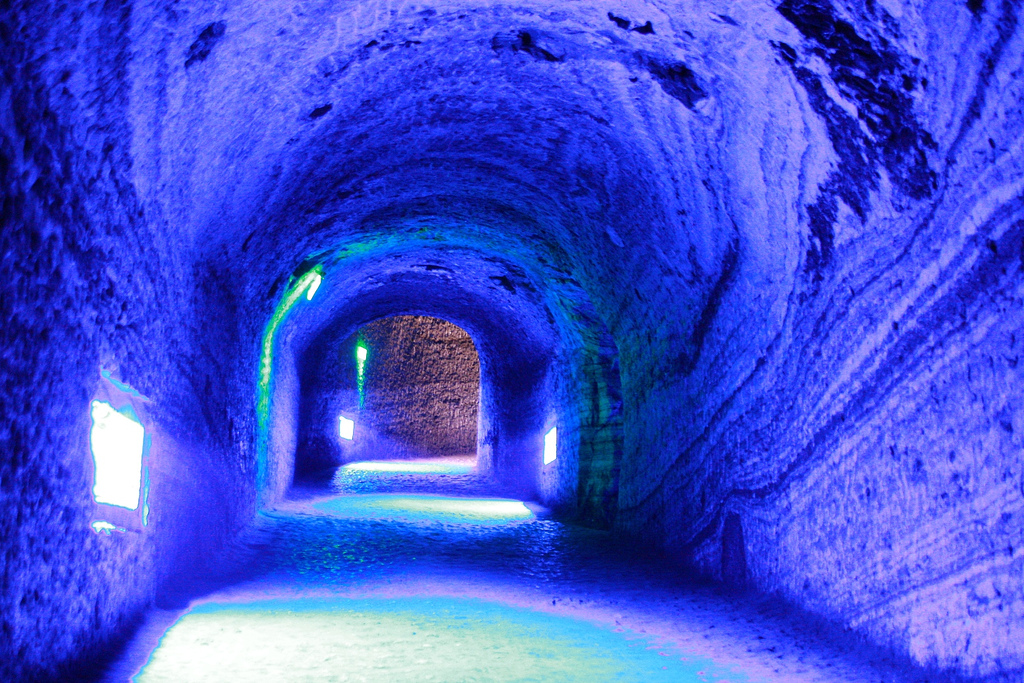
Los equipos tenían que buscar un rompecabezas en la Catedral de Sal de Zipaquirá

- Santa Marta (Aeropuerto Internacional Simón Bolívar) a Bogotá (Aeropuerto Internacional el Dorado)
- Tocancipá (Parque Jaime Duque)
- Zipaquirá (Plaza del Minero)
- Zipaquirá (Catedral de Sal de Zipaquirá)
- Zipaquirá (Plaza de Zipaquirá)

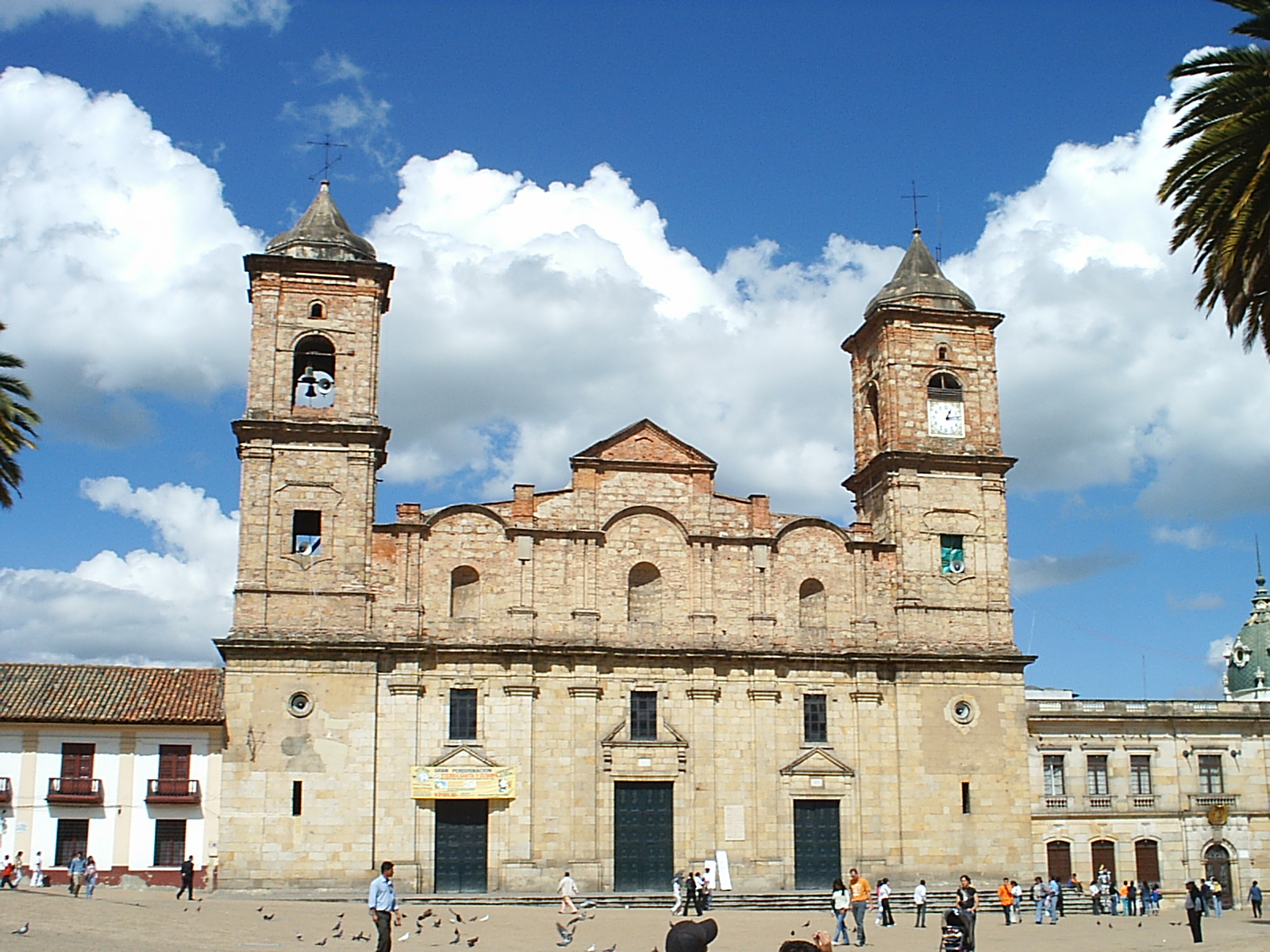
La Plaza de Zipaquirá fue la parada de esta etapa.

Obstáculo 1: Un miembro del equipo debía ir a una fragata, ubicada en la zona del parque llamada "Mar Caribe". Allí debía descifrar un código en las banderas de la fragata usando una guía de referencia y mirando desde una gran distancia. Dicho código encierra la frase en latín Fortuna iuvat audaces (La fortuna favorece a los audaces). Si el participante da la respuesta correcta al juez los equipos obtienen la siguiente pista.
Obstáculo 2: Trepar por un muro de escalar con forma de ceiba y alcanzar una bandera de The Amazing Race, a cambio recibirían la próxima pista.
Tareas Adicionales:
- Después de completar el primer obstáculo, los equipos recibían un Samsung Galaxy S4, con el cual deberían buscar a 4 personajes diferentes (muchacho en bicicleta, chica con globos, cantante y malabarista) y tomarles una foto con las opciones que ofrece el teléfono (drama, panorámica, foto con sonido y foto animada, respectivamente). Una vez los 4 personajes hayan sido fotografiados, los equipos tenían que mostrar las fotos al juez (ubicado en la exposición del T-Rex) para recibir la siguiente pista.
- En la Catedral de la Sal de Zipaquirá los equipos debían armar un rompecabezas que mostraba el lugar donde finalizaba la etapa (Plaza de Zipaquirá).

Ganadoras: Débora & Renata
Con Multa: Ezequiel & Tobías

### Etapa 4 (Colombia → Perú)

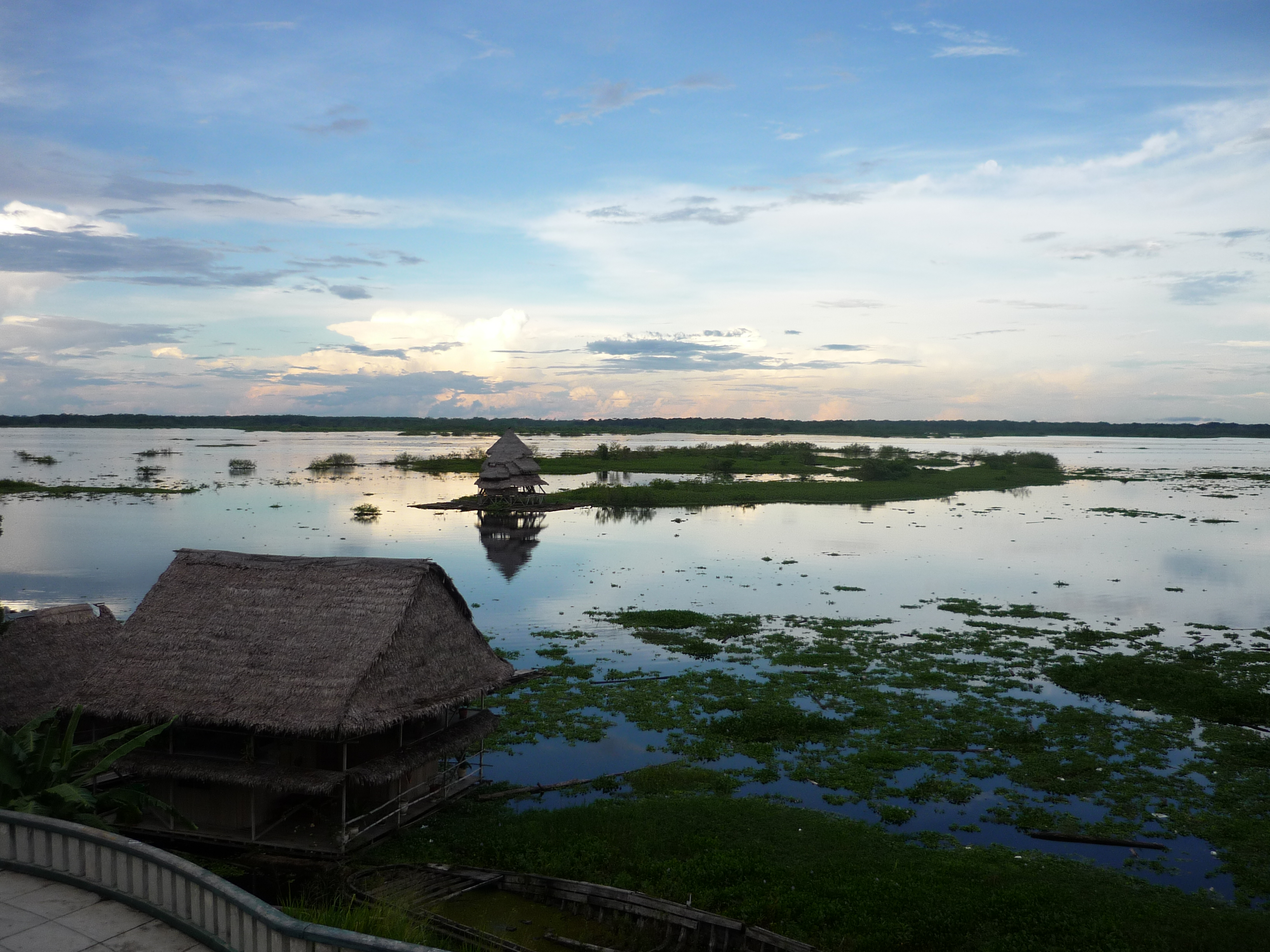
El mirador del Río Amazonas fue la parada de esta etapa.

- Bogotá (Aeropuerto Internacional el Dorado) a Iquitos,  Perú (Aeropuerto Internacional Coronel FAP Francisco Secada Vignetta)
- Iquitos (Centro de Rescate Amazónico)
- Iquitos (Hacienda Acarahuasú)
- Iquitos (Ferretería Loreto Importaciones)
- Iquitos (Hotel El Dorado Plaza)
- Iquitos (Mercado de Productores o Casa de Fierro)
- Iquitos (Club Social Deportivo de Caza y Pesca) a Isla Santo Tomás
- Iquitos (Mirador Independencia)

Multa: Ezequiel y Tobías debían limpiar un tanque de manatíes, luego bañar a 2 bebés manatíes y finalmente alimentar a esos bebés manatíes.
Obstáculo: Una persona tenía que trepar una palmera y desprender una rama de frutas de aguaje. Una vez se haya llenado una bolsa con aguaje, los equipos recibirían la siguiente pista.
Desvío: Entregar u Observar.
Entregar: Los equipos tenían que ir al Mercado de productores y recoger 3 bolsas de yuca y 3 racimos de plátanos. Tenían que cargar eso en un mototaxi y enviarlos a 3 diferentes centros locales de asistencia, a cambio de 3 sellos. Una vez obtenidos los 3 sellos, los equipos recibirían la siguiente pista.
Observar: Los equipos tenían que buscar 5 consonantes (P, T, M, Y, Z) y 3 vocales (U, A, O) escritas en los techos de los mototaxis. Una vez obtenidas las 8 letras, recibirían un valor numérico para cada letra, y con ello tenían que resolver un problema matemático, multiplicando el valor de las consonantes y dividiéndolo por el valor de las vocales. Si le dan la respuesta correcta al juez (157,5), los equipos recibirían la siguiente pista.
Tareas Adicionales:
- En la Ferretería Loreto Importaciones, los equipos tenían que comprar un martillo, clavos, soga y guantes usando una tarjeta de crédito Scotiabank.
- En la Isla Santo Tomás, los equipos tenían que construir una canoa usando los materiales comprados previamente y siguiendo un modelo. Si el juez está satisfecho, los equipos recibirían su siguiente pista, la cual los instruía para remar en sus canoas hasta la parada.

Ganadores: Jorge y Evelyn
Con Multa: Débora y Renata

### Etapa 5 (Perú)

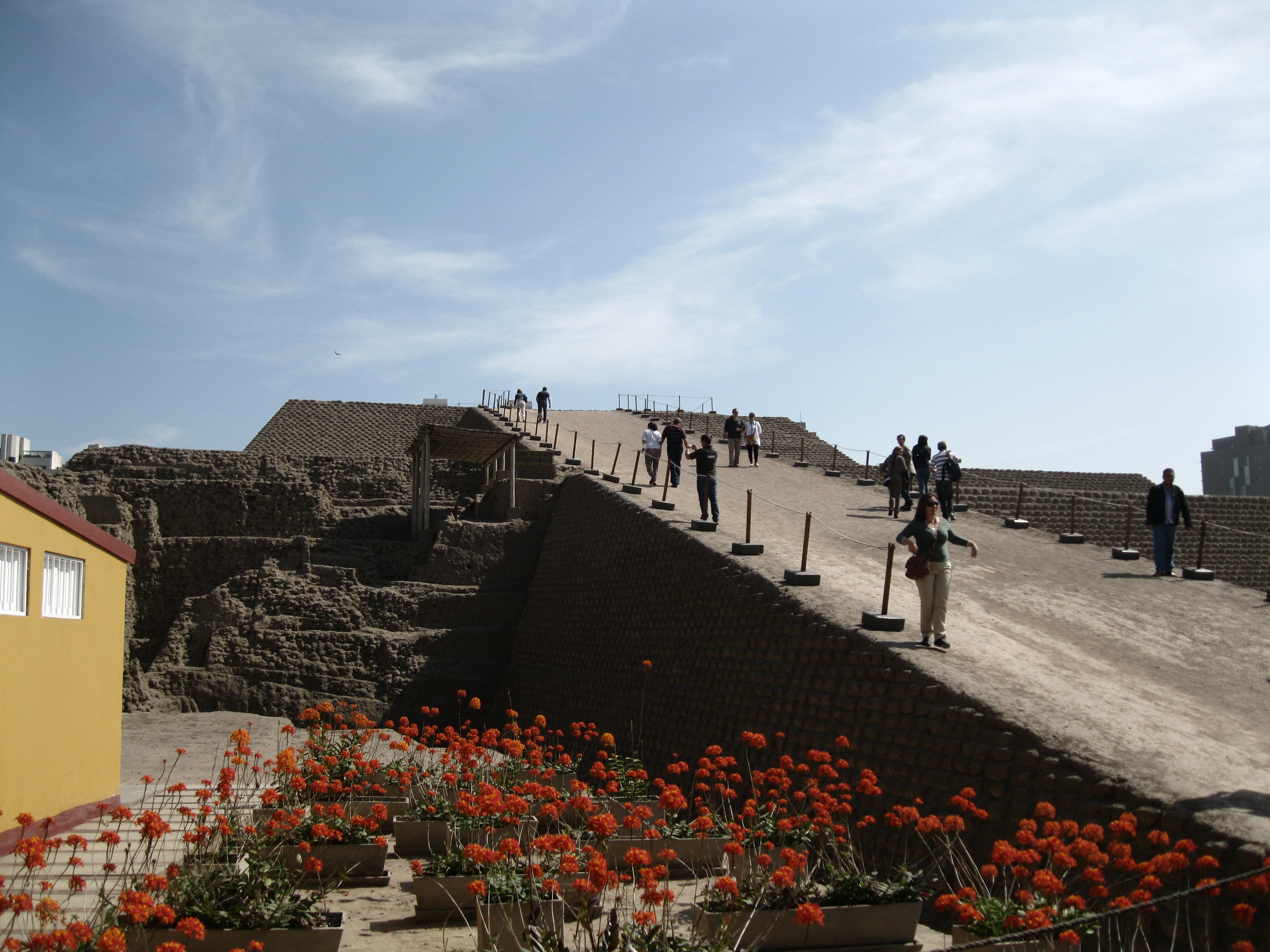
La Huaca Huallamarca fue la parada de esta etapa.

- Iquitos (Aeropuerto Internacional Coronel FAP Francisco Secada Vignetta) a Callao (Aeropuerto Internacional Jorge Chávez)
- Lima (Centro Comercial Textil e Industrial de Gamarra)
- Lima (Hotel Casa Andina Select)
- Lima(Primera Brigada de Fuerzas Especiales)
- Callao (Club Universitario de Regatas)
- Lima (Escuela de Cocina Le Cordon Bleu Perú)
- Lima (Huaca Huallamarca

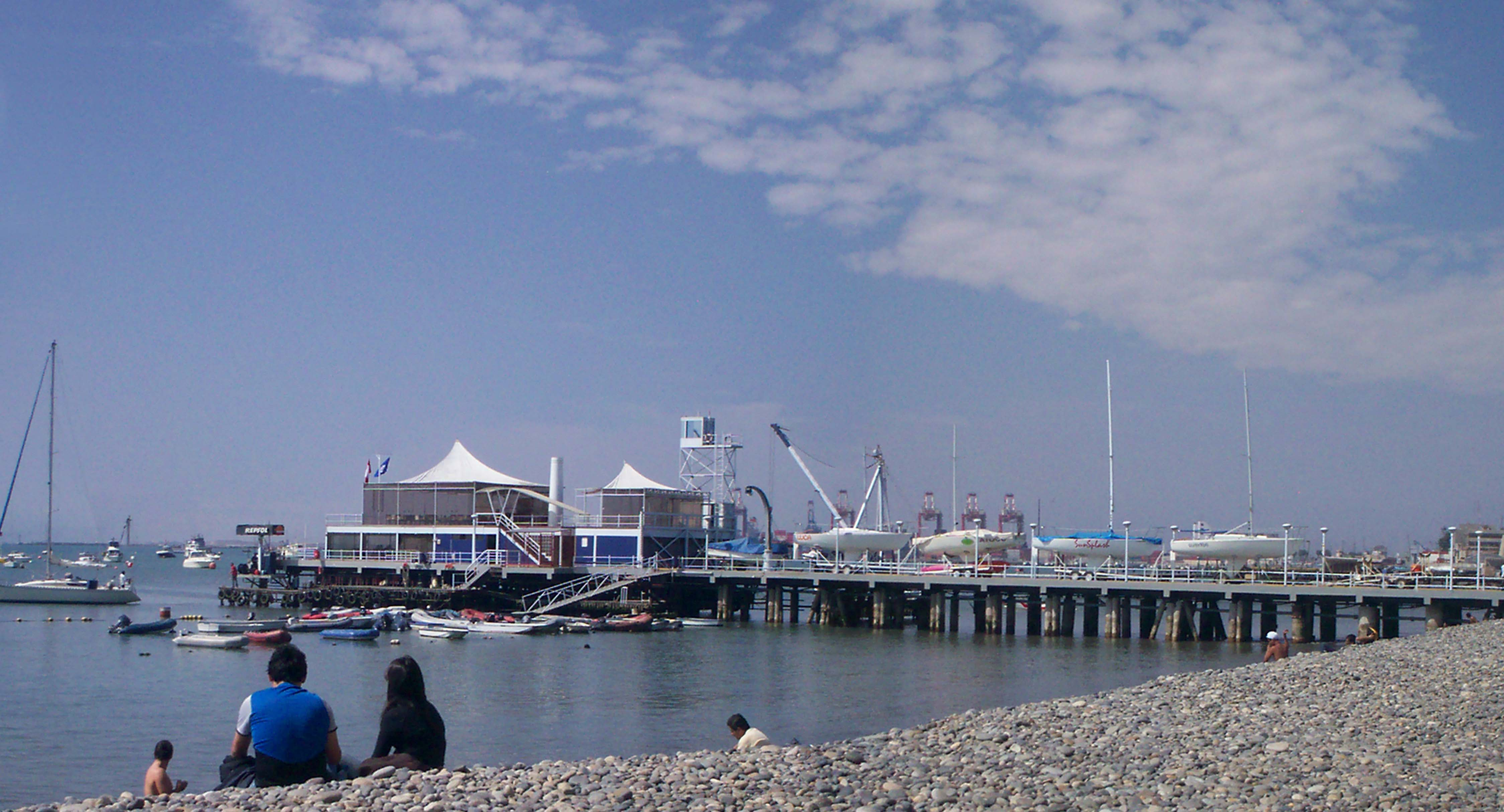
En el Club Universitario de Regatas del callo los equipos tuvieron que completar un circuito de remo.

Multa: Débora y Renata debían enviar 20 maletas a 10 diferentes habitaciones sin usar el ascensor.
Desvío: Fuerzas Especiales o Paracaidistas.
Fuerzas Especiales: Los equipos tenían que completar un circuito de entrenamiento usado por las fuerzas especiales peruanas. Si lo completaban, los equipos recibirían la siguiente pista.
Paracaidistas: Los equipos tenían que completar una sesión de entrenamiento de los paracaidistas. Una vez completada, los equipos recibirían la siguiente pista.
Obstáculo: Una persona tenía que comer y reconocer al menos 4 ingredientes en cada uno de 4 diferentes platos. Una vez la persona haya dicho los ingredientes correctos al chef, los equipos recibirían la siguiente pista.
Tareas Adicionales:
- En el Centro Comercial Textil e Industrial de Gamarra, los equipos tenían que comprar tela amarilla y negra para hacer una bandera. Luego tenían que ir a la Galería Santa Rosa, donde un hombre cosería las telas. Finalmente, debían ir a la Galería Victoria, donde otro hombre bordaría el logo de la carrera en la bandera y les daría la siguiente pista. Los equipos tenían que conservar las banderas por el resto de la etapa.
- En la Primera Brigada de Fuerzas Especiales, los equipos tenían que someterse a un entrenamiento militar. Si el instructor queda satisfecho, los equipos recibirían la siguiente pista.
- En el Club Universitario de Regatas, los equipos debían completar un circuito de remo olímpico. Una vez completado correctamente el circuito, los equipos recibirían la siguiente pista.

Ganadores: Manfred y Pierre
Eliminados: Juanjo y Beto, Débora y Renata

### Etapa 6 (Perú → Curazao)

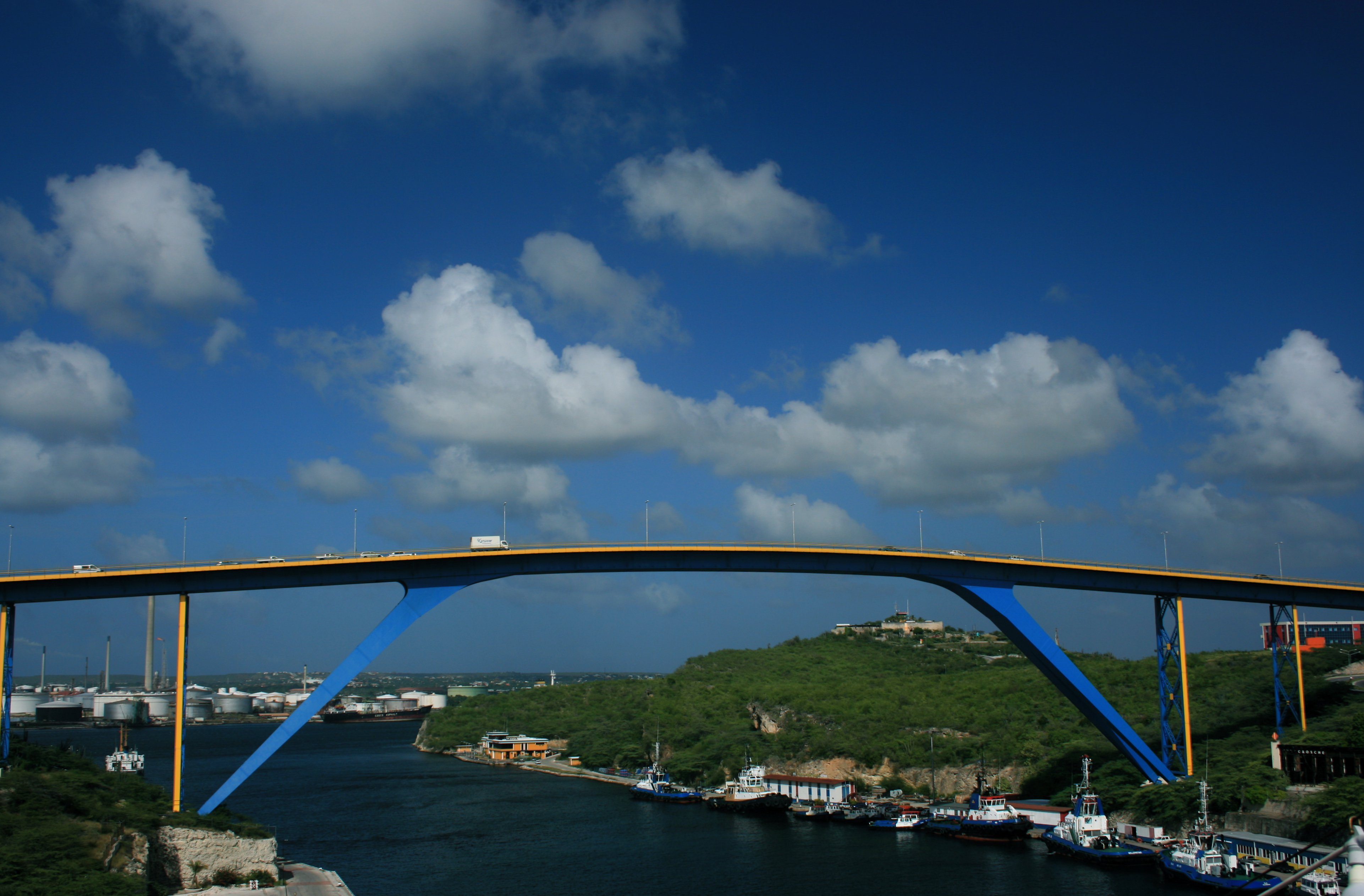
En el primer obstáculo de la etapa, los equipos tenían que hacer rappel desde el puente Reina Juliana

- Lima (Aeropuerto Internacional Jorge Chávez) a Willemstad,  Curazao (Aeropuerto Internacional Hato)
- Willemstad (Parque Wilhelmina)
- Willemstad(Puente Reina Juliana – Accesso conectando Otrobanda y Punda)
- Willemstad (Glorieta Caracasbaaiweg)  (No emitido)
- Willemstad (Windsurfing School Curaçao)
- Willemstad (CBA Televisión – É Notisia Studio)
- Rif, Willemstad (Monumento Tula)
- Willemstad (Playa Cas Abao)

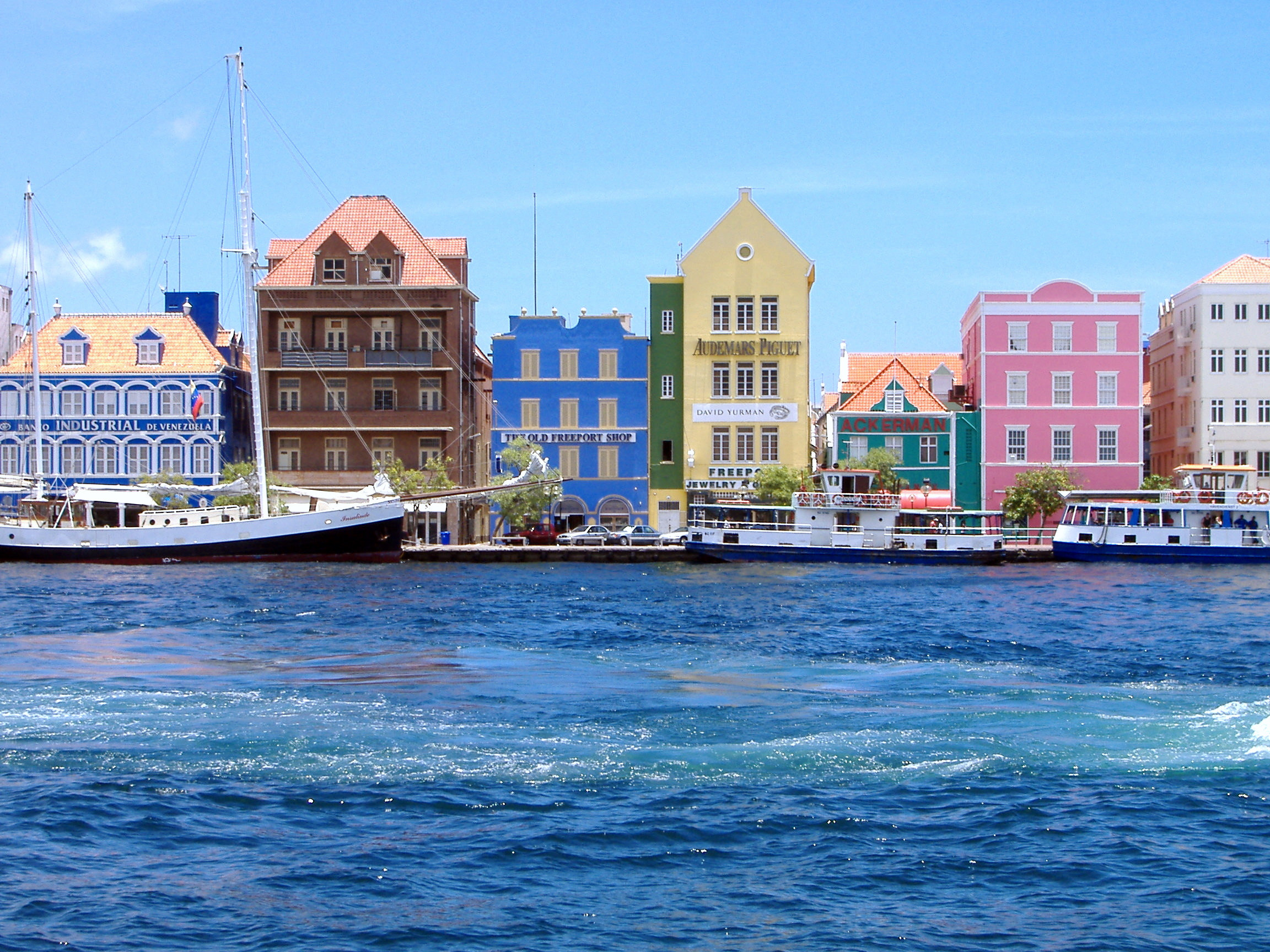
La ciudad de Willmestad fue el escenario de esta etapa.

Obstáculo 1: Un miembro del equipo tenía que hacer rápel desde el puente Reina Juliana y obtener su siguiente pista del instructor una vez en el suelo. Luego, el miembro del equipo tenía que seguir un camino señalizado hasta lo alto del puente para reunirse con su compañero/a.
Obstáculo 2: El miembro del equipo que no participó en el primer obstáculo tenía que remar de pie hacia una plataforma cercana, donde debía rescatar a una persona y llevarla a la orilla para obtener la siguiente pista.
Tareas Adicionales:
- En el É Notisia Studio en los estudios de CBA Televisión, los equipos tenían que leer un segmento de noticias escrito en papiamento, que reportó un accidente terrible en el monumento Tula. Si los equipos completaban la tarea correctamente, serían instruidos de ir a pie al monumento Tula para asistir a la simulación de un accidente. Una vez allí, los equipos debían administrar primeros auxilios a una persona herida y llevar a esa persona a una ambulancia. Una vez completada la tarea, los equipos recibirían la siguiente pista.

Ganadores: Manfred y Pierre.
Eliminadas: Astrid y Aleja.

### Etapa 7 (Curazao → República Dominicana)

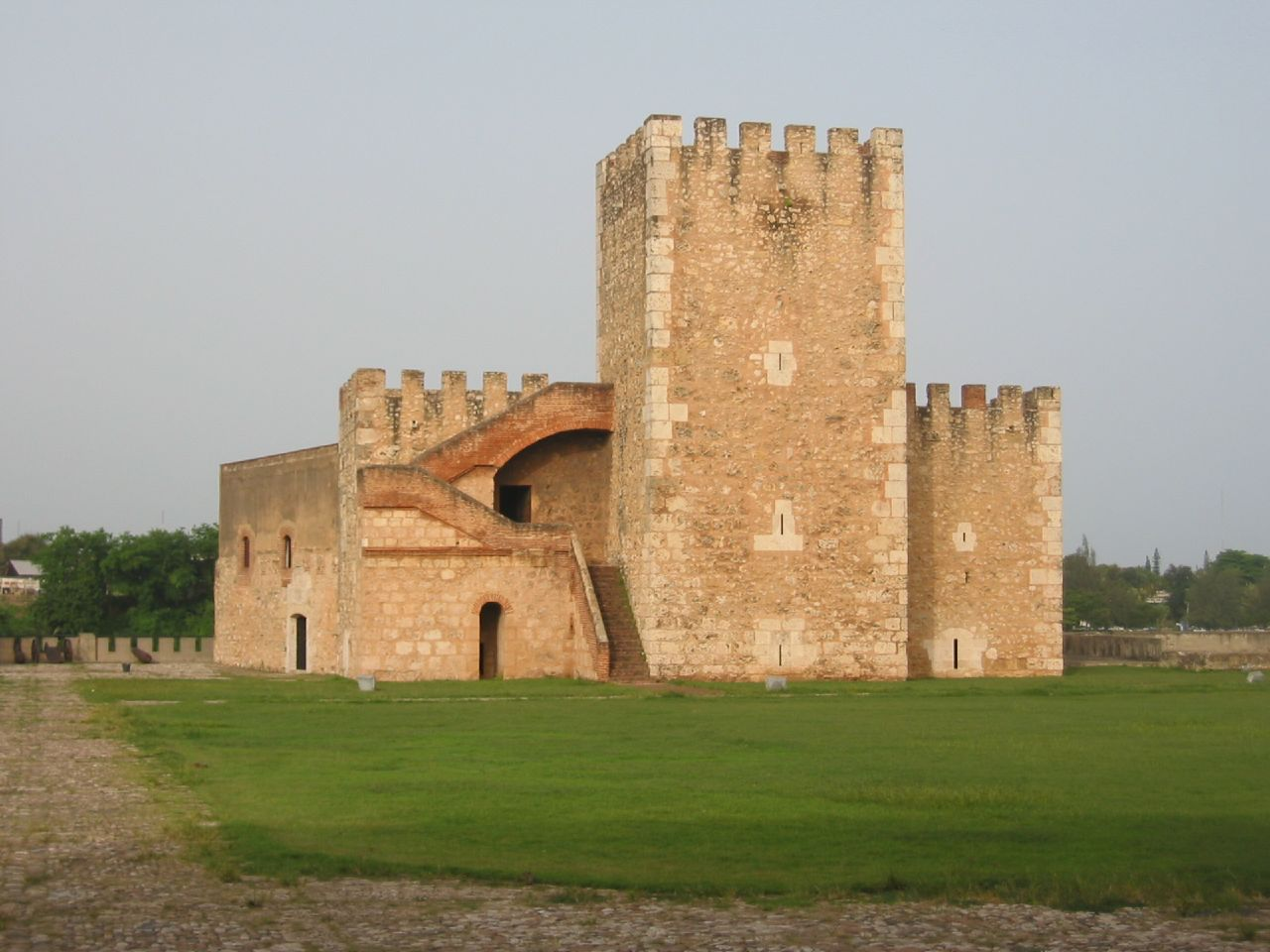
La Fortaleza Ozama fue la parada de esta etapa.

- Willemstad (Aeropuerto Internacional Hato) a Santo Domingo,   República Dominicana (Aeropuerto Internacional Las Américas)
- Santo Domingo (Hotel Crowne Plaza Santo Domingo – Club Lounge)
- Santo Domingo (Plaza de la Cultura)
- Santo Domingo (Estación de metro Casandra Damirón) a Villa Mella (Estación de metro Mamá Tingó)
- Villa Mella (Tienda La Sirena)
- Villa Mella (Estación de metro Mamá Tingó) a Santo Domingo (Estación de metro Gregorio Luperón)
- Santo Domingo (Escuela Cristo Te Ama)
- Santo Domingo (Estación de metro Gregorio Urbano Gilbert) a (Estación de metro Juan Bosch)
- Santo Domingo (Centro Olímpico Juan Pablo Duarte)
- Santo Domingo (Iglesia de San Miguel)
- Santo Domingo (Mercado Modelo o Barrio Chino de Santo Domingo)
- Santo Domingo(Fortaleza Ozama)

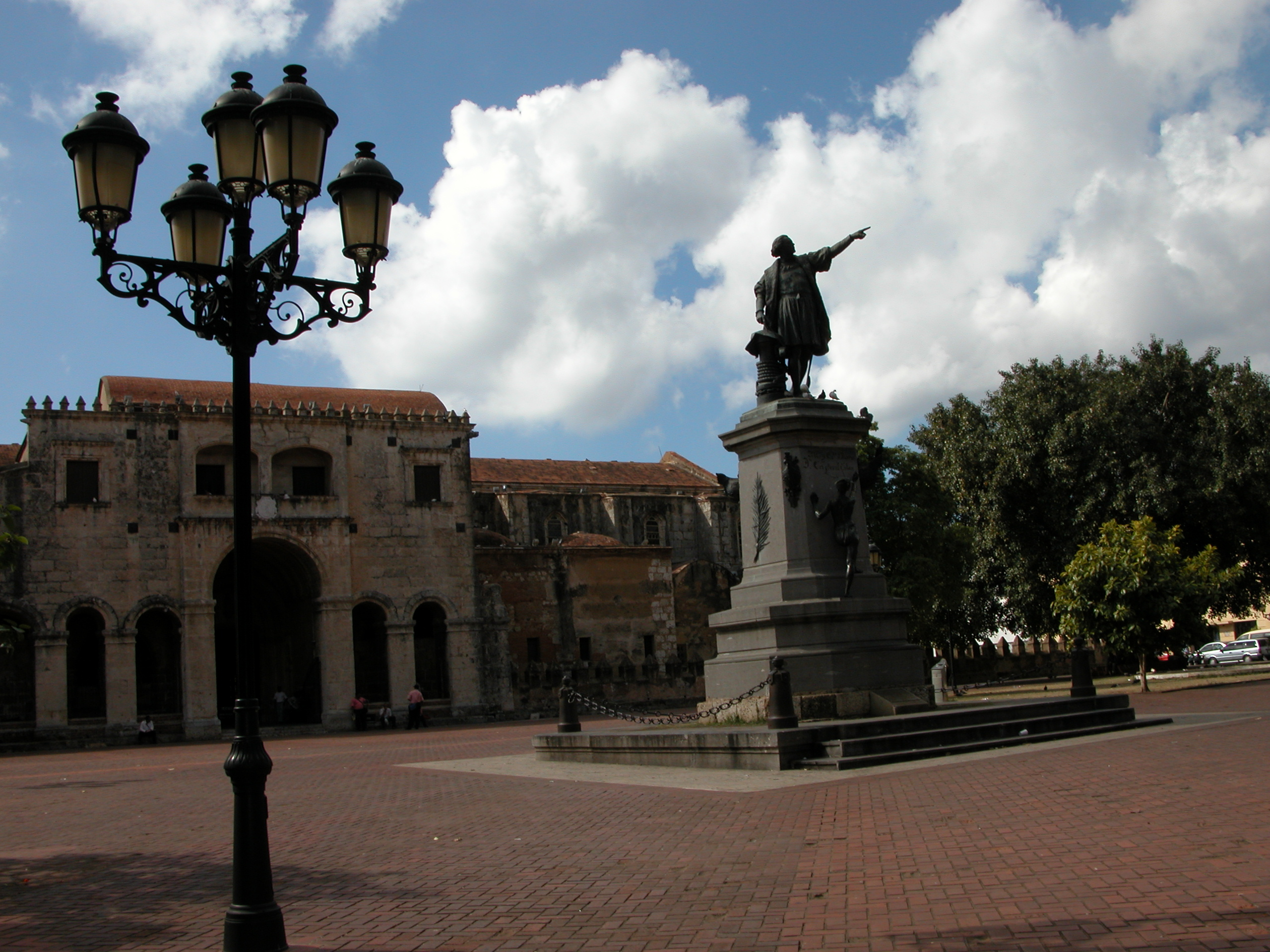
La Plaza de la Cultura fue visitada en esta etapa.

Obstáculo: Un miembro del equipo tenía que jugar Vitilla, un juego derivado del béisbol. El participante tenía que usar un bate (en realidad un palo de escoba) y golpear una bola pequeña 10 veces dentro del área delimitada. Una vez el entrenador esté satisfecho, los equipos recibirían la siguiente pista.
Desvío: Cuadro o Cartel.
Cuadro: Los equipos debían ir al Mercado Modelo y buscar en una tienda de arte señalizada el cuadro al que pertenece el fragmento en la foto anexa a la pista. Una vez los equipos hayan encontrado el cuadro, tenían que intercambiarlo por la siguiente pista.
Cartel: Los equipos debían ir al Barrio Chino y buscar un cartel que coincida con el cartel anexo a la pista para recibir la siguiente pista.
Tareas adicionales:
- En la tienda La Sirena, los equipos tenían que comprar 4 pares de zapatos escolares y 10 objetos de una lista de útiles escolares por valor de 2792 pesos (USD 65,04) con solo 99 centavos de margen de error. Si los equipos compraban los objetos requeridos usando ni más ni menos que el dinero requerido, los equipos recibirían la siguiente pista. Esta pista instruía a los equipos a ir en metro a la Escuela Cristo Te Ama y entregar las provisiones a los niños a cambio de la siguiente pista.
- En la Iglesia de San Miguel, los equipos recibirían su pista de una parroquiana sentada al lado de una mesa llena de velas. Los equipos debían leer un mensaje sobre la mesa que decía: "Encienda una vela a San Miguel", instruyéndolos a encender una vela antes de continuar en la competencia.

Ganadores: Darío y Esther
Con Multa: Evelyn y Jorge

### Etapa 8 (República Dominicana)

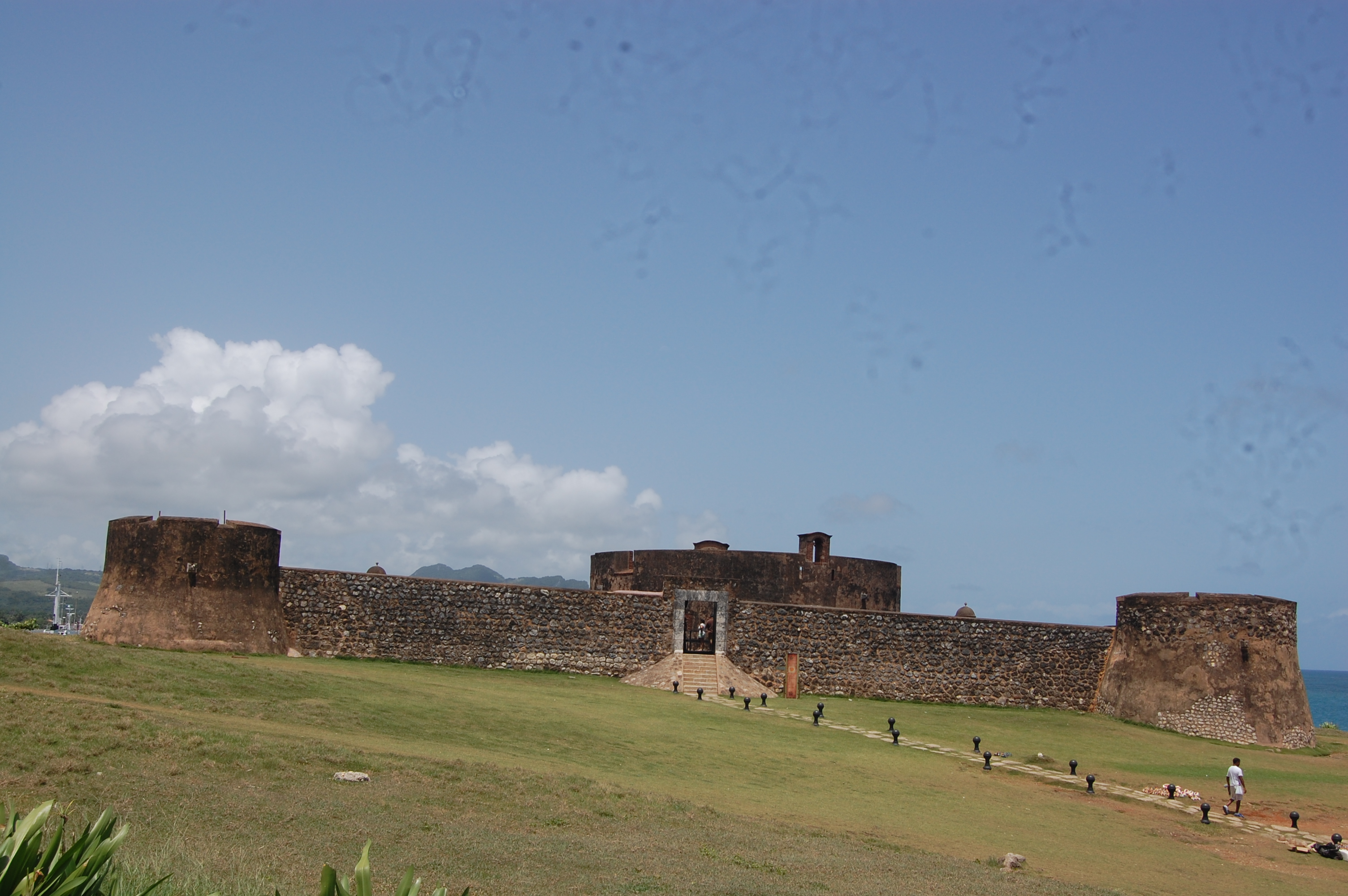
La Puntilla del Malecón, junto a la fortaleza de Puerto Plata fue la parada de esta etapa

- Cabarete (Hotel Kite Beach – Playa privada)
- Puerto Plata (Vh Gran Ventana Beach Resort)
- Puerto Plata (Casa Museo General Gregorio Luperón)
- Imbert (27 Charcos de la Damajagua)
- Puerto Plata (Campo de golf Playa Dorada)
- Puerto Plata(Puntilla del Malecón)

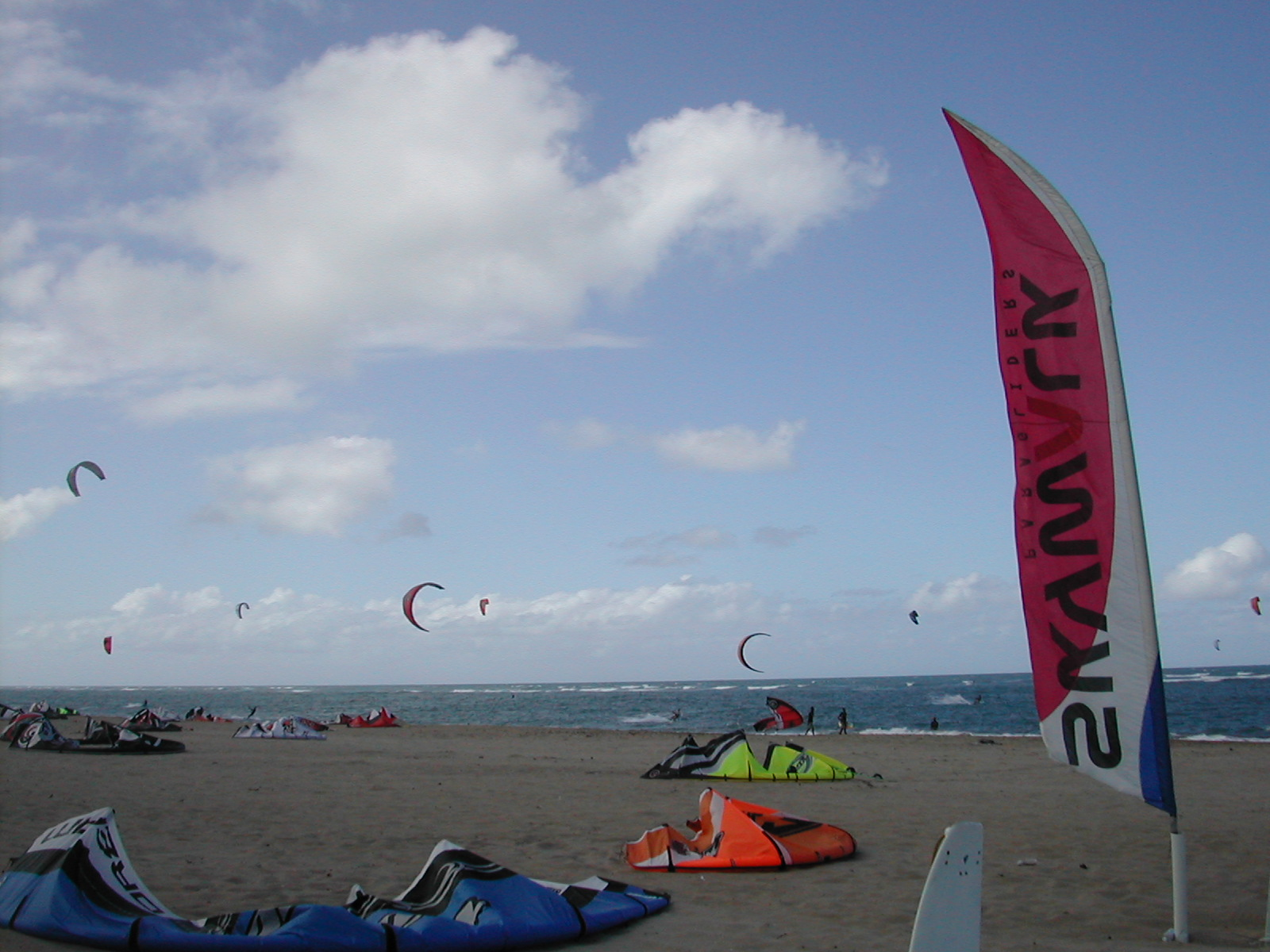
El Hotel Kite Beach en Cabarete fue el escenario del obstáculo

Obstáculo: Un miembro del equipo debía completar un circuito de obstáculos con las manos atadas. Si se completaba correctamente el circuito, los equipos recibirían la siguiente pista.
Multa: Jorge y Evelyn debían comer un plato de mofongo cada uno antes de continuar en la carrera.
Desvío: Distancia o Precisión.
Distancia: Cada integrante del equipo debía golpear 5 veces una bola de golf, de modo que alcance una distancia de 200 yardas (182 metros). Cumplido el objetivo, los equipos recibirían la siguiente pista.
Precisión: Cada integrante del equipo debía golpear su bola de golf al hoyo en no más de 2 golpes. Una vez que cada miembro del equipo haya insertado 5 bolas en el hoyo, los equipos recibirían la siguiente pista.
Tareas Adicionales:
- En 27 Charcos de la Damajagua, los equipos debían completar un circuito en el que tenían que pasar por pequeñas cascadas. Luego, los equipos tenían que recoger 2 bolsas pequeñas con monedas y depositarlas en una alcancía de Scotiabank. Una vez completada la tarea, los equipos recibirían la siguiente pista.

Ganadores: Darío y Esther
Eliminados: Evelyn y Jorge

### Etapa 9 (República Dominicana → Panamá)

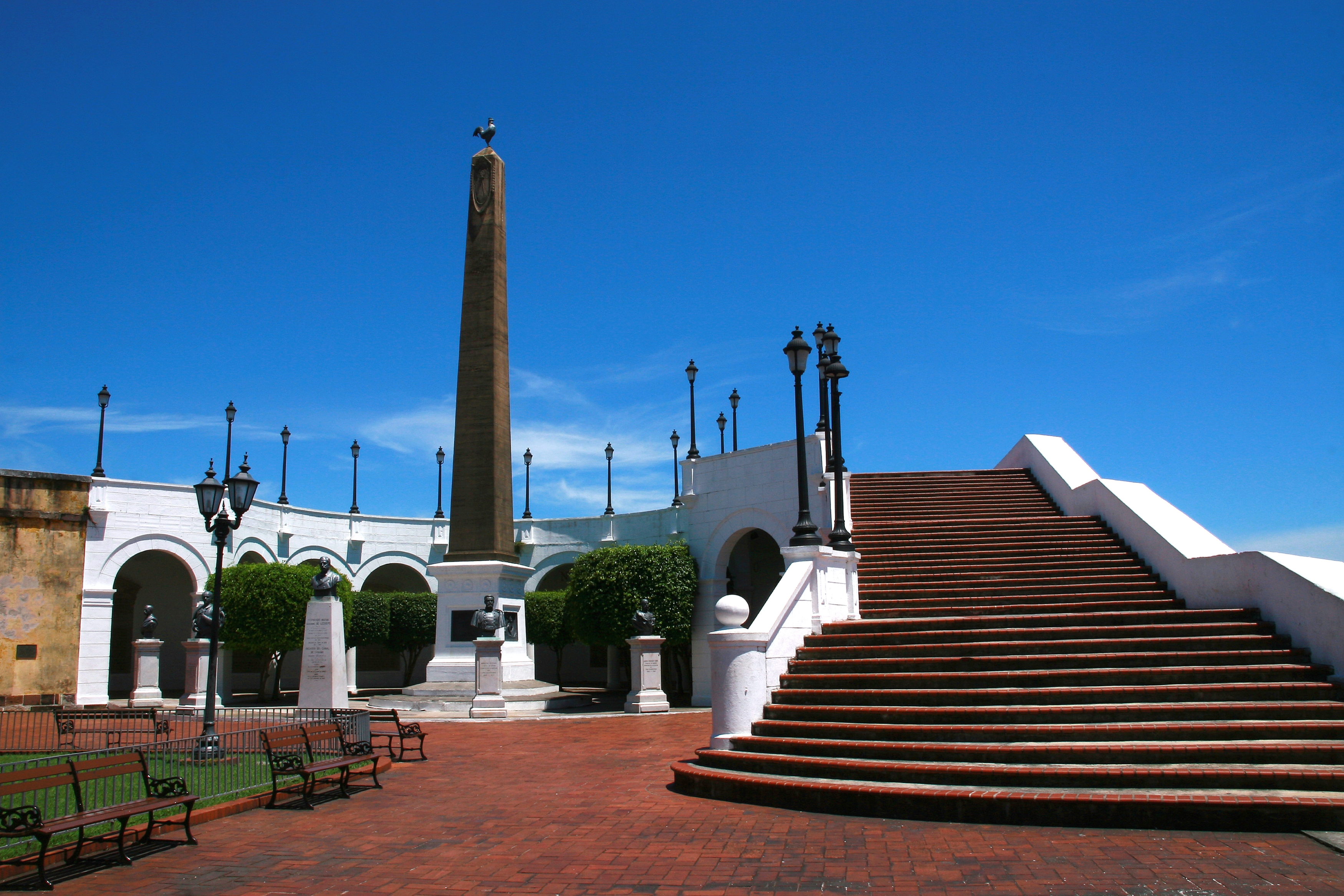
Los equipos visitaron la Plaza de Francia en el Casco Viejo en esta etapa.

- Santo Domingo (Aeropuerto Internacional Las Américas) a Ciudad de Panamá,  Panamá (Aeropuerto Internacional Tocumen)
- Ciudad de Panamá(Parque Corporativo Albrook Field – Cajero automático de Scotiabank)
- Ciudad de Panamá (Terminal de autobuses de Albrook) a Chame (Parada de autobús)
- Nueva Gorgona (Hotel Cabañas de Playa Gorgona)
- Chame (Nitrocity Panama Action Sports Resort)
- Casco Viejo, Ciudad de Panamá (Plaza de Francia)
- Punta Pacífica, Ciudad de Panamá (calle Isaac Hanono Misrri)
- Ciudad de Panamá (edificio Bayfront Tower – Helipuerto)

Desvío: Tierra o Agua.

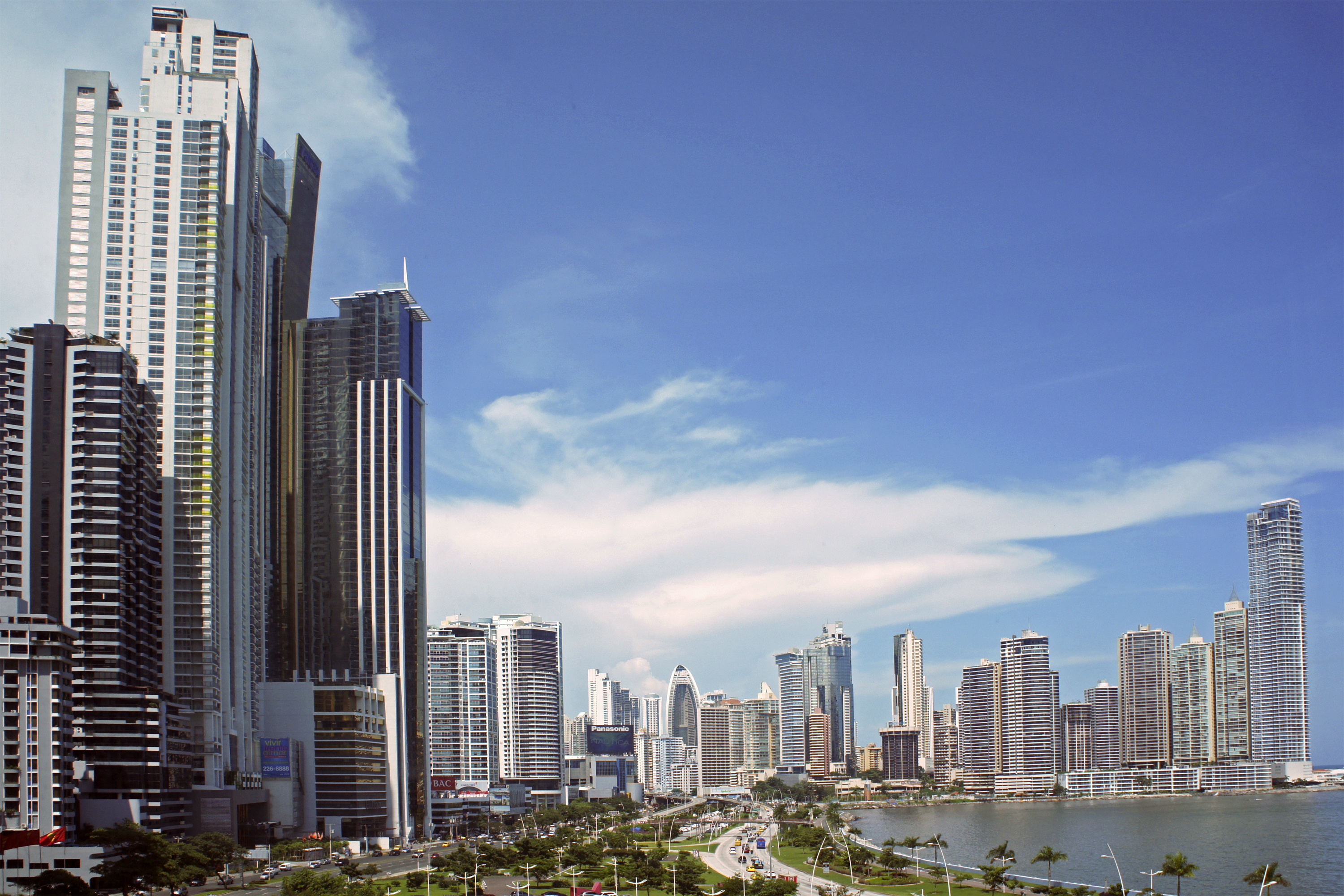
Un edificio en el centro financiero de Ciudad de Panamá fue la parada de esta etapa

Tierra: Los equipos tenían que montar una cuatrimoto en un circuito mientras buscaban su siguiente pista debajo de una maceta. Si los equipos hallaban un reloj de arena debajo de la maceta, tenían que esperar hasta que la arena terminara de fluir para continuar buscando.
Agua: Un miembro del equipo a la vez debía montar en una wakeboard mientras era remolcado por un mecanismo electrónico de un lado a otro de una laguna sin caer al agua, regresando al punto de partida de la misma manera. Cumplida la tarea, los equipos recibirían la siguiente pista.
Obstáculo: Un miembro del equipo debía buscar entre 50 periódicos, un aviso clasificado con la siguiente pista, la cual instruía a los equipos a ir a la parada.
Tareas Adicionales:
- En el Parque Corporativo Albrook Field, los equipos tenían que retirar del cajero automático de Scotiabank el dinero para la etapa, el cual era de USD 260.

Ganadores: Ezequiel & Tobías
Eliminadas: Jessica & Michelle

### Etapa 10 (Panamá)

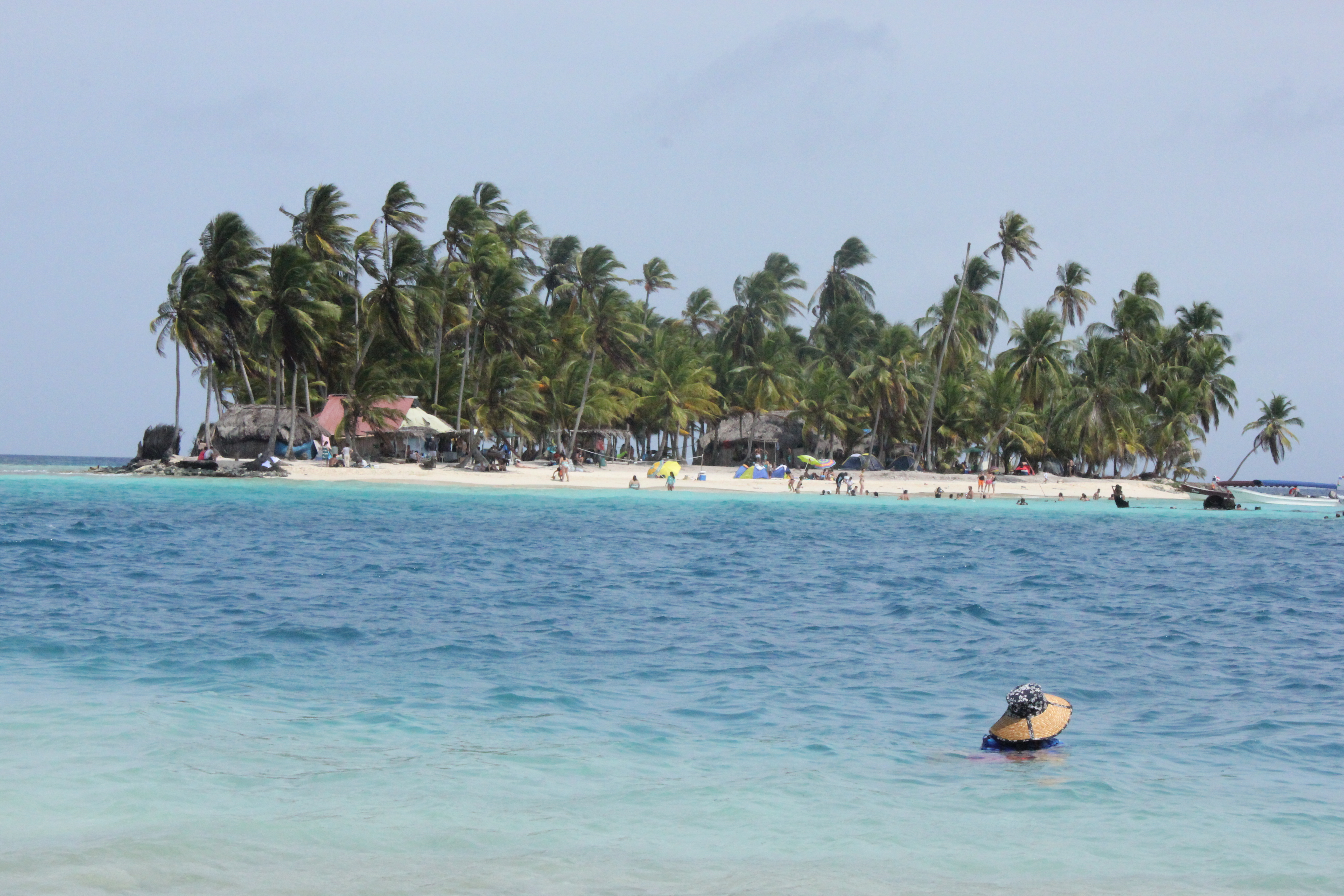
Isla Perro, escenario del desvío y el obstáculo

- Cartí Sugtupu, Kuna Yala (Muelle Cartí) a El Porvenir, Archipiélago de San Blas (muelle de El Porvenir)
- El Porvenir (playa El Porvenir)
- El Porvenir (muelle El Porvenir) a Isla Nalunega
- Isla Nalunega (Casa de Néstor)
- Isla Nalunega a Isla Tortuga
- Isla Tortuga (playa)
- Isla Tortuga a Isla Perro (muelle de Isla Perro)
- Isla Perro (Naufragio)
- Isla Perro (muelle de Isla Perro) a Isla Pelícano
- Isla Pelícano (playa)

Desvío: Visual o Manual.

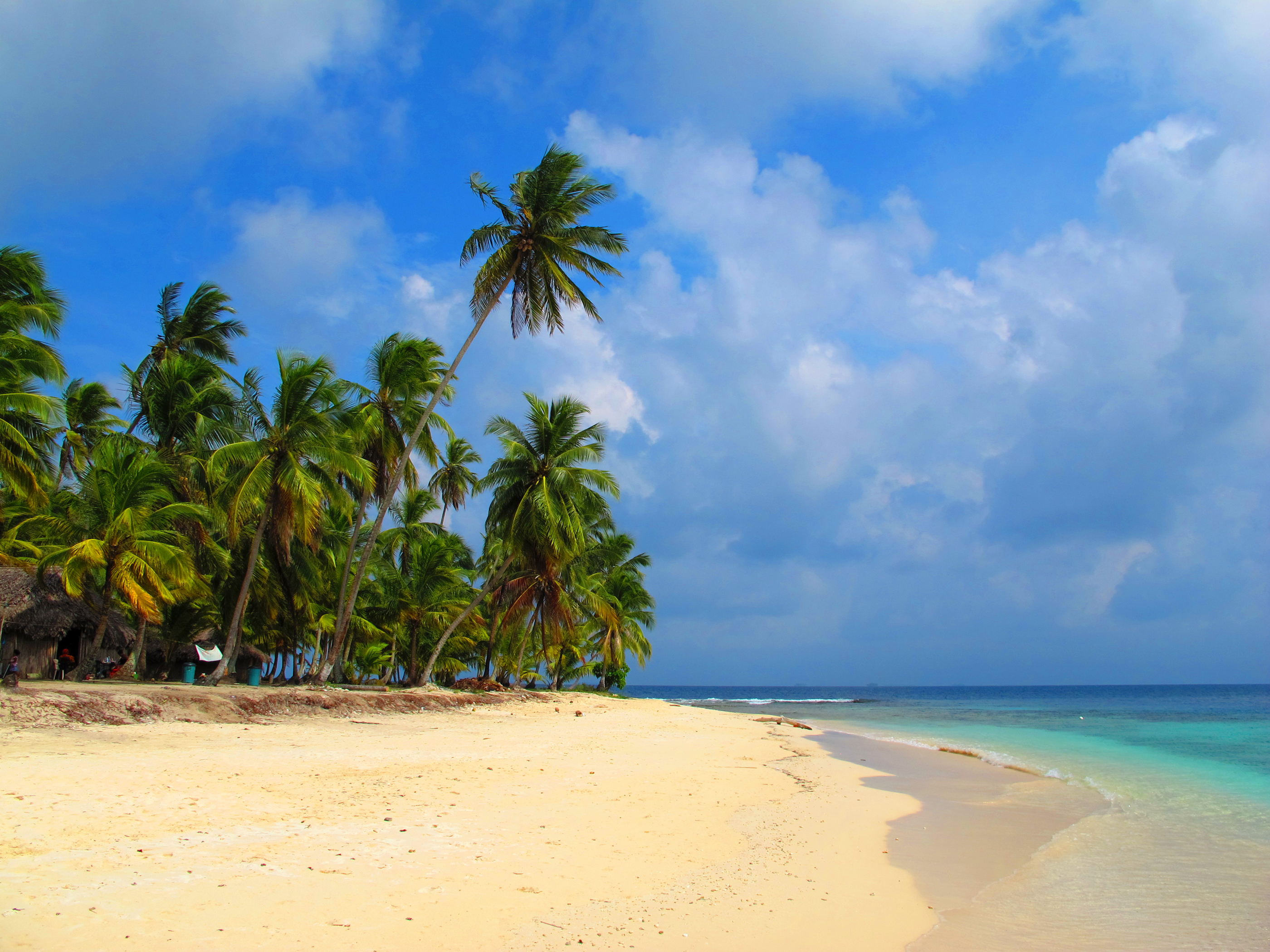
Las islas de San Blas fueron escenarios de esta etapa

Visual: Los equipos tenían que buscar entre varias molas colgando de una cuerda una mola coincidente con la fotografía dada. Una vez hallada la mola correcta, una mujer Kuna entregaría la siguiente pista.
Manual: Los equipos tenían que construir la pared de una cabaña Kuna usando únicamente Caña Brava para su construcción. Una vez que el juez esté satisfecho con su trabajo, los equipos recibirían la siguiente pista.
Obstáculo: Un miembro del equipo tenía que nadar hacia un naufragio, donde tenía que buscar entre muchas conchas de caracol una con la siguiente pista. Una vez hallada la pista, el participante debía volver a la playa para leer la pista con su compañero(a).
Tareas adicionales:
- Los equipos tenían que viajar en taxi desde Ciudad de Panamá hasta el muelle Cartí.
- En la playa El Porvenir, los equipos tenían que registrarse para uno de 4 horarios de salida a la mañana siguiente. Luego, los equipos tenían que armar la Tienda de campaña en la que pasarían la noche.
- En la Isla Nalunega, los equipos tenían que buscar la Casa de Néstor, donde una anciana de la etnia Kuna les entregaría la siguiente pista.
- En la playa de la Isla Tortuga, los equipos tenían que ponerle la vela a un Cayuco. Una vez el instructor haya aprobado su trabajo, los equipos tenían que usar el cayuco para navegar hacia la Isla Perro.

Ganadores: Ezequiel & Tobías
Con multa: Darío y Esther

### Etapa 11 (Panamá → México)

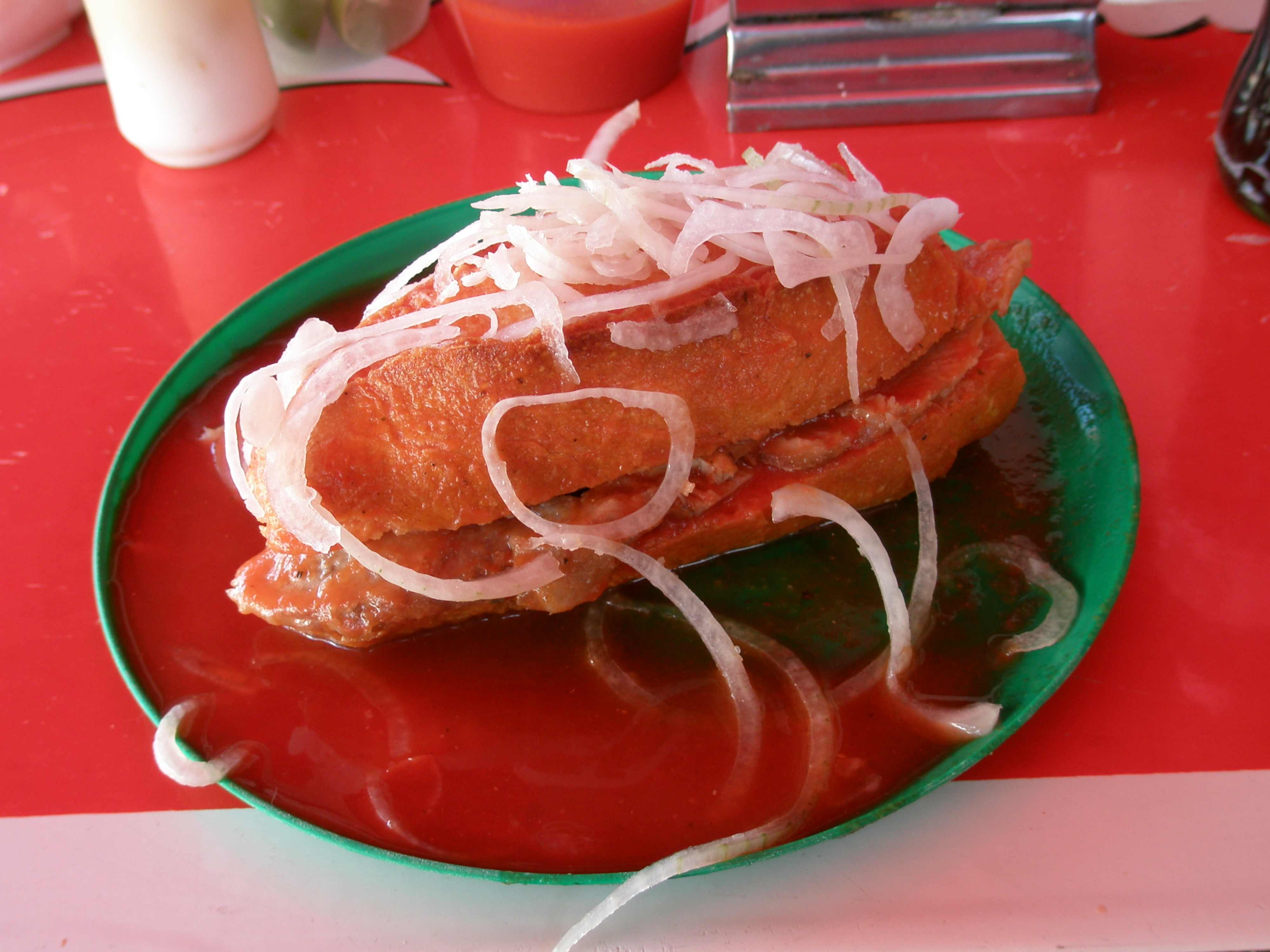
El segundo obstáculo de esta etapa consistía en comer 4 Tortas ahogadas.

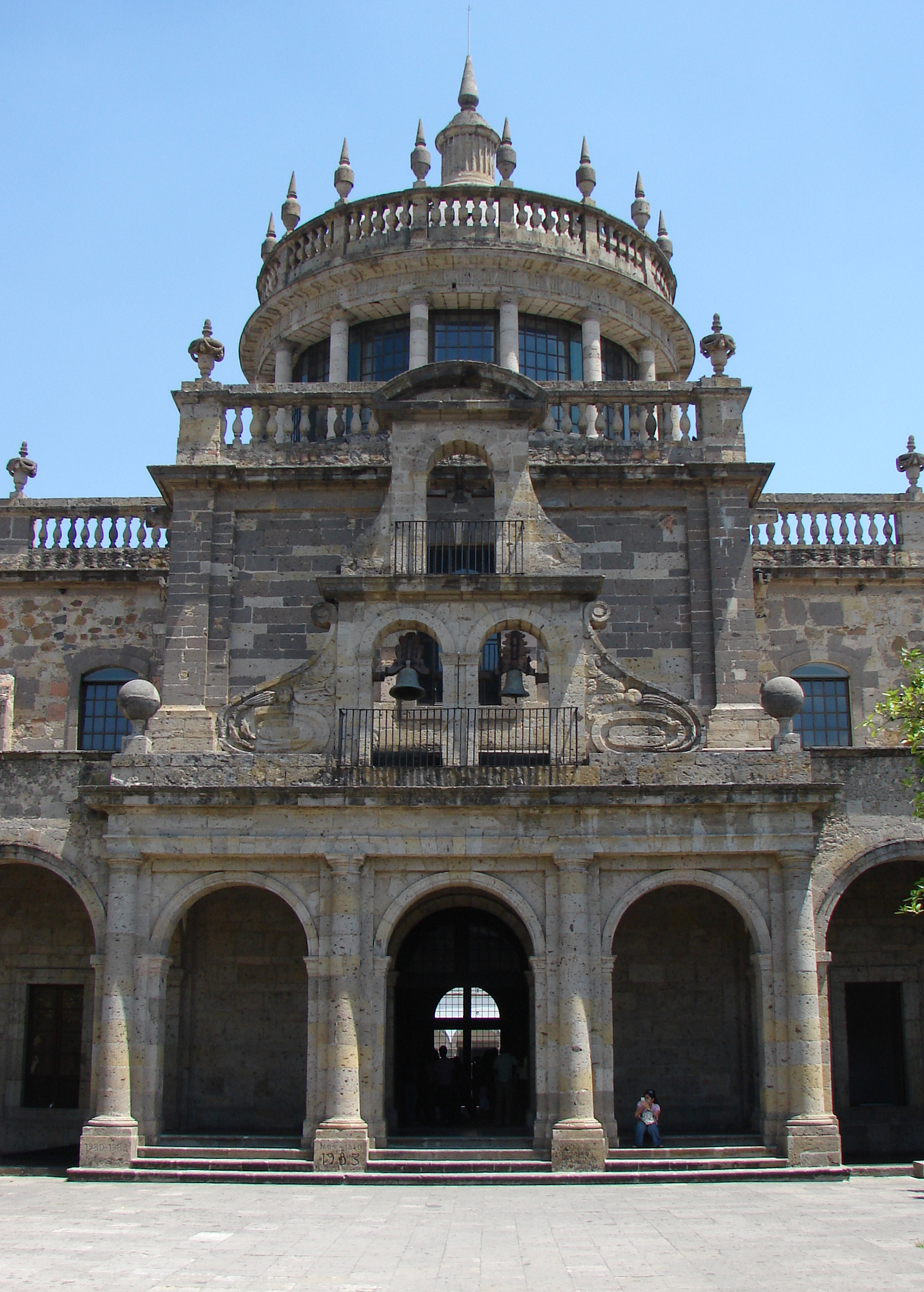
El Hospicio Cabañas fue la parada de esta etapa.

- Ciudad de Panamá (Aeropuerto Internacional Tocumen) a Guadalajara,  México (Aeropuerto Internacional de Guadalajara)
- Zapopan (Avenida Patria #2051 - Cajero automático de Scotiabank)
- Guadalajara (Hotel Fiesta Americana – Estacionamiento)
- Tequila (Mundo Cuervo)
- Tequila (Plantación de Agave Mundo Cuervo)
- Guadalajara (Tortas Toño)
- Guadalajara (Lienzo Charro Ignacio Zermeño Padilla)
- Guadalajara (Plaza de Armas)
- Guadalajara (Instituto Cultural Cabañas)

Multa: Darío y Esther debían dirigirse al Foro José Cuervo. Una vez allí debían buscar la tarjeta con el logo correcto de The Amazing Race entre varias tarjetas con diseños similares.
Obstáculo 1: Un integrante de cada equipo debía jimar 7 plantas de agave.
Obstáculo 2: El integrante que no hizo el obstáculo 1 debía comer 4 Tortas ahogadas pequeñas.
Tareas adicionales:
- En el cajero automático de Scotiabank, los equipos debían retirar el dinero para la etapa.
- En el Lienzo Charro Ignacio Zermeño Padilla, cada integrante debía realizar una figura de floreo de reata y repetirla correctamente 20 veces consecutivas. Una vez ambos integrantes hayan cumplido la tarea, los equipos recibirían la siguiente pista.

Ganadores: Braian y Karina
Eliminados: Manfred y Pierre

### Etapa 12 [Parte 1] (México)

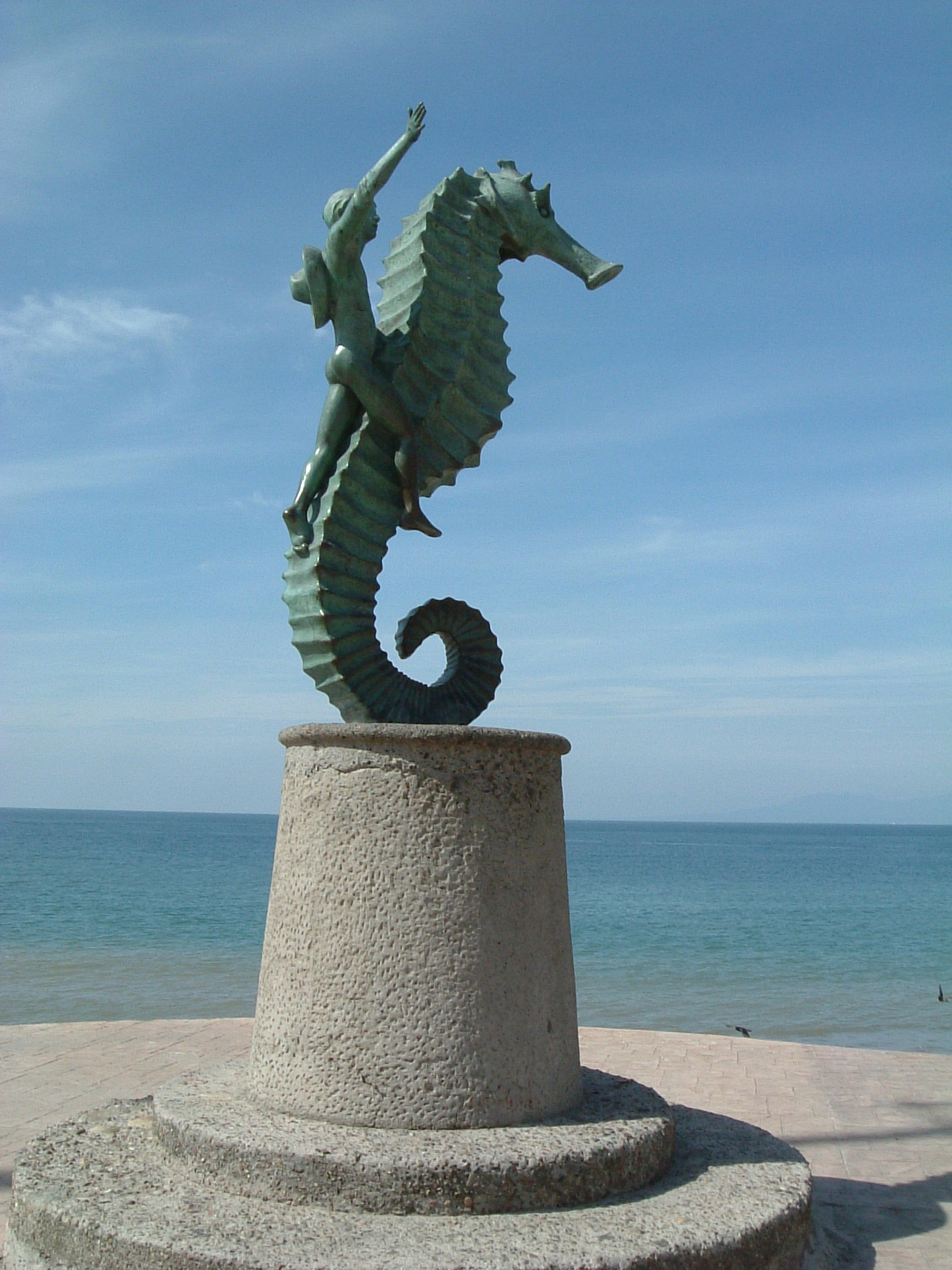
Los equipos tenían que encontrar a Don Regino en la escultura del caballo de mar del Malecón de Puerto Vallarta, conocida como El Caballito.

- Guadalajara (Aeropuerto Internacional Miguel Hidalgo y Costilla) a Puerto Vallarta (Aeropuerto Internacional Licenciado Gustavo Díaz Ordaz)
- Puerto Vallarta (Malecón – La Rotonda del Mar)
- Mismaloya (Encore Bungee & Adventure Park)
- Puerto Vallarta (Malecón – Escultura del caballo de mar)
- Puerto Vallarta (Calle Galeana)
- Nuevo Vallarta (Vallarta Adventures)
- Nuevo Vallarta (Vallarta Adventures Pier) a Puerto Vallarta (playa Las Caletas)
- Puerto Vallarta (playa Las Caletas – Teatro)  (Punto intermedio de etapa. Aquí los equipos se enteran de que no es una parada y que por lo tanto deben continuar.)

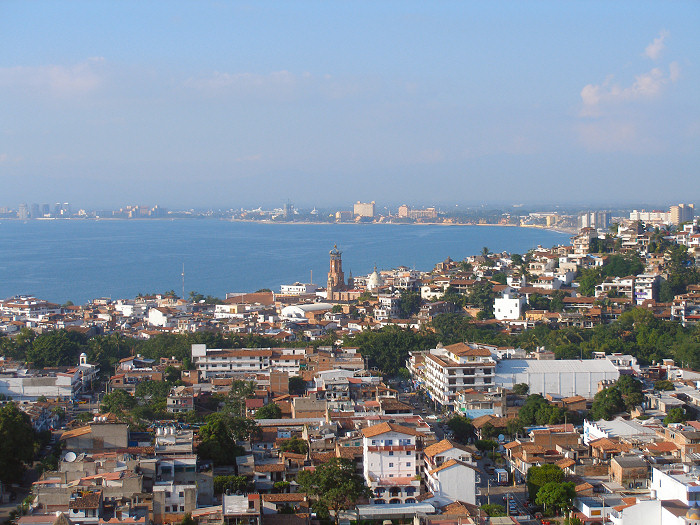
La ciudad de Puerto Vallarta fue el escenario de esta etapa.

Obstáculo: Saltar en Bungee desde una grúa a 40 metros de altura.
Desvío: Ascenso de rana o Escalera loca. Para ambas opciones del desvío había que conducir en un vehículo todoterreno hasta la opción deseada.
Ascenso de rana: Subir por una cuerda siguiendo la técnica de rana y bajar en rápel.
Escalera loca: Subir por una escalera colgante y bajar en rápel.
Tareas adicionales:
- Tras el obstáculo, los equipos debían ir al malecón de Puerto Vallarta y encontrar a Don Regino cerca de la escultura del caballo de mar. Una vez se haya encontrado a Don Regino, los equipos debían realizar una torre con piedras en equilibrio.
- En la calle Galeana, los equipos tenían que viajar en un camión de Vallarta Adventure.

Ganadores: Tobías y Ezequiel
Último lugar: Esther y Darío

### Etapa 12 [Parte 2] (México)

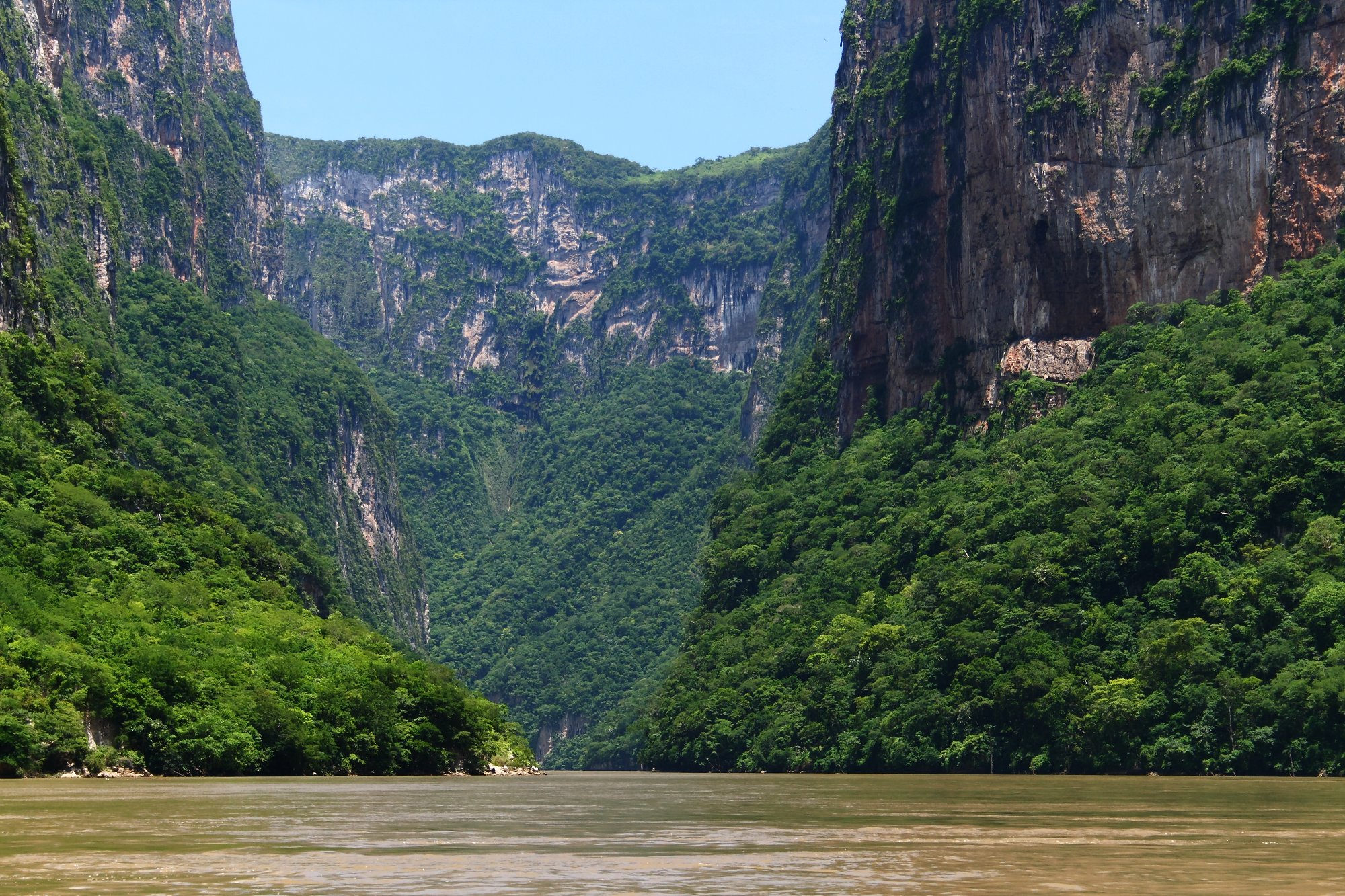
Los equipos visitaron el Cañón del Sumidero cerca de Chiapa de Corzo en esta parte de la etapa.

- Puerto Vallarta (Aeropuerto Internacional Licenciado Gustavo Díaz Ordaz) a Tuxtla Gutiérrez (Aeropuerto Internacional de Tuxtla)
- Tuxtla Gutiérrez (Terminal de autobuses OCC) a San Cristóbal de las Casas (Terminal de autobuses OCC)
- San Cristóbal de las Casas (Museo del Ámbar)
- San Cristóbal de las Casas (escalinata de la Iglesia de San Cristobalito)
- San Cristóbal de las Casas (Mercado Público José Castillo Tielemans)
- San Cristóbal de las Casas (Casa de la Enseñanza)
- Chiapa de Corzo (Parque Amikúu Archivado el 24 de noviembre de 2013 en Wayback Machine. – Marina)
- Chiapa de Corzo (Parque Amikúu – Cañón del Sumidero)
- Chiapa de Corzo (Parque Amikúu – Muelle)
- Chiapa de Corzo (Parque Amikúu – Museo)
- Chiapa de Corzo (Parque Amikúu – Anfiteatro)  (línea de meta)

Obstáculo: Un miembro del equipo debía elegir una carretilla señalizada con 12 cajas de víveres y enviar los víveres (usando la carretilla) a 12 puestos señalizados a cambio de un sello. Una vez obtenidos los 12 sellos, los equipos recibirían la siguiente pista.
Tareas adicionales:
- En el Museo del Ámbar, a los equipos se les suministraba un celular Samsung Galaxy S4 y se les instruía para tomar una foto de cada ubicación en donde recibían una pista con la función Dualshot (Museo del Ámbar, Iglesia de San Cristobalito, Mercado Público José Castillo Tielemans (antes y después del obstáculo) y Casa de la Enseñanza). Después de tomar una foto de la persona que entrega la pista en la Casa de la Enseñanza, esta persona revisaría las fotos y si están todas, entregaría la siguiente pista.
- En la escalinata de la Iglesia de San Cristobalito, los equipos tenían que transportar 4 cargas de leña desde la base de la escalinata hasta la cima de la misma siguiendo el método tradicional de la tribu tsotsil (una carga a la vez).
- En la entrada del Parque Amikúu, los equipos debían pagar la entrada con una tarjeta Scotiabank.
- Los equipos tenían que ir en kayak desde el Cañón del Sumidero hasta el muelle del Parque Amikúu. Luego debían ir a pie hasta el museo.
- En el museo del Parque Amikúu, cada miembro del equipo debía responder 2 preguntas correctamente que les darían un código numérico de 4 dígitos que abriría una caja fuerte agregando la letra A al final del código. El primer miembro debía responder las siguientes preguntas:

- ¿En cuántas paradas hubo más de un anfitrión local? (6)
- ¿Cuál es el número del equipo que llegó tercero en la parada de la etapa 2? (9, Débora y Renata)

El segundo miembro debía responder las siguientes preguntas:
- Número de países visitados menos el número de etapas que tuvieron lugar en una ciudad capital (6-5=1)
- Número de transportes acuáticos usados en la carrera (5)

Una vez obtenido el código correcto (6915A), la caja fuerte se abriría para que los equipos recogieran su siguiente pista.
Ganadores de la carrera: Tobias y Ezequiel.
Segundo lugar: Darío y Esther.
Tercer lugar: Braian y Karina.